# 刑事7人
『刑事7人』（けいじしちにん）は、2015年よりテレビ朝日系列で断続的に放送されている、東映制作の刑事ドラマシリーズ。主演は東山紀之。
以下、本文中における「S」表記はSeason、「終」は最終回を表すものとする。

## 概要
妻子を亡くし長年遺失物センターでくすぶってきた主人公・天樹悠はある日、「警視庁刑事部捜査第一課12係」係長・片桐正敏にひっぱられ12係の刑事として現場復帰。「時間」に執着を見せる風変わりな性格を武器に、個性溢れるメンバーと共に事件に立ち向かっていく。タイトルにもある「刑事7人」とは、各シーズンの主要メンバー7人のことで、刑事が7人いるというわけではなく、また例外的に7人ではない時期もある（S2前半）。物語は基本的にこの7人のうち、2人1組の4人の視点から進む。
全シーズンとも、テレビ朝日系列の水曜21時台に設けられている刑事ドラマ枠（21:00 - 21:54）にて、各年度の7月クールに放送されており、『相棒』や『警視庁捜査一課9係（『特捜9』）』と併せて、2010年代後半から2020年代初頭における同枠の定番シリーズとして定着している。他方でこれら2シリーズと異なる点として、本シリーズは各シーズンによって主人公たちの所属や彼らの遭遇する事件が変遷していく点が挙げられる。S1は「捜査第一課12係」の天樹らの活躍を描く一話完結のシンプルな内容だった。S2からはメインライター・プロデューサーの変更と共に、主人公の所属部署が「警視庁機動捜査隊」に変更。刑事総務課の片桐と水田環・沙村康介・山下巧・永沢圭太ら旧12係の面々に加え、新たに配属された青山新と共に「別動捜査隊」として活躍するシリアスな雰囲気へと変貌し、メンバーの一人である永沢が途中で殉職。S3では「第11方面本部準備室」が結成されると共に、メインシナリオが臨海エリア内の出来事に絞られ、これまでの一話完結エピソードと並行して、臨海エリアの大地主として裏社会を牛耳る馬久根恒義との対決を通して妻と娘の死の真相が明らかになる。さらに、仲間の一人であった山下が天樹達を苦しめていた黒幕と判明した。また、S2-S3ではメンバーや刑事達の協力者が惨殺されるといった猟奇的なシーンが増加した。
S4から天樹は「刑事資料係」兼「専従捜査班」として、旧メンバーの片桐、水田、青山、堂本に加え新たに集まった海老沢芳樹、野々村拓海と共に、警視庁刑事資料係と捜査第一課12係の合同チームとして資料保管庫に眠るデータを活かし過去の未解決事件の継続捜査や、新たに引き起こされた事件を解明する。やがて、この活躍を経てS5では「専従捜査班」が正式発足する。専従捜査班はS6終了後の一時解散を経て、S7より新専従捜査班（初期数話のみ特別捜査係）として再発足。S8ではS4以来となるメンバーの変動も発生し、S1からの水田に代わって、新たに坂下路敏が加入した。
本シリーズは2023年時点までに通算で9シーズン・85話が制作・放送され、その時点での最新作に当たるS9では前シーズンまでとは路線を変え、全篇にわたって新専従捜査班が一つの事件を追うストーリーを展開。最終回では天樹が事件解決後に刑事を辞職するという形で幕引きを迎えている。同シーズン放送終了後の展開の有無については、2025年現在でも公式なアナウンスはなされていないが、2024年度以降の7月クールには本シリーズに代わり、S9の後番組でもあった『科捜研の女』（2024年）や、前出のドラマ枠としては本シリーズ以来の新作ドラマである『大追跡〜警視庁SSBC強行犯係〜』（2025年）が充てられており、本シリーズについては事実上の中断状態にある。

## 登場人物
主要メンバー / 元主要メンバー / 主要メンバーの親族 / 警察上層部 / その他警察関係者 / 臨海エリアの住人 / 江戸川区夫婦殺害事件の関係者 / その他
- 年齢はSeason1当時のもの。

### 主要メンバー
天樹悠（あまぎ ゆう）〈46〉
演 - 東山紀之
経歴：警視庁八重洲警察署交通課
→ 警視庁戸越警察署刑事課
→ 警視庁刑事部捜査第一課7係
→ 警視庁遺失物センター（S1第1話）
→ 警視庁刑事部捜査第一課12係（S1第2話 - 最終話）
→ 警視庁刑事部機動捜査隊（S2 - S3最終話） 兼 警視庁第11方面本部準備室 機動捜査員（S3）
→ 警視庁刑事部刑事総務課刑事資料係（S3最終話 - S6） 兼 専従捜査班（S5 - S6）
→ 警視庁警備部警備第一課特殊急襲部隊（SAT）（S7第1話）
→ 警視庁刑事部特別捜査係 → 新専従捜査班（S7第1話 - S9最終話）
→ 依願退職（S9最終話）
階級：巡査部長（S1 - S6） → 警部補（S7 - S9）
1969年8月16日生まれ、血液型はA型。東明大学法学部卒業。家族は妻・清と娘・聖と清の父・堂本俊太郎。
事件とは無関係に思われる「時間」に対してこだわりを持っている。実際彼が関わる事件は過去の未解決事件などと重要な繋がりがある場合が多い。犯人に同情・共感せず、推理後は辛辣な非難・批評で追い打ちをかけるが、場合によっては罪状の一部を不問にするなど融通を利かせ、警察の落ち度で犯罪に手を染めるなど情状酌量の余地が多い犯人に対しては心の底から同情することも多い。
S1の開始から遡ること10年前の自身の誕生日に、妻と娘を亡くしている。天樹が常に身に付けている「『7時12分』を指したまま動かない腕時計」は、亡くなった娘が彼への誕生日プレゼントとして用意していたものであり、娘が遺体として発見された際に、彼女の手に握られていた。そのため、天樹は新しい腕時計と買い換えることを拒んでおり（S2第1話の開始時点では、既に修理されている）、また、「時間が止まった人」や「家族と死別した人」を見過ごせずにいる。妻と娘の死因については、彼を12係に抜擢した片桐正敏でさえも知らないが、S3第1話で水田環が島村唄子から渡された、天樹の経歴に関する資料には「2005年8月16日、事故（臨海地区の『マリンサイドスクエア』の改装工事中に起きた崩落事故）により死亡」と記されている。またS6第1話では、事件後に本人の申し入れで警視庁遺失物センターへ異動したことが判明している。
S2では機動捜査隊（機捜104）に所属しており、一日の殆どを覆面パトカーでの管轄内の巡回に費やしている。
立ち居振る舞いは、S1とS2以降で大きく異なっている。S1ではノーネクタイで態度も飄々としており、妻の遺品の時計が毎回登場していたが、S2ではネクタイを締めて態度もクールになり、妻の遺品の時計に拘るシーンもなくなった。S4での立ち振舞いはS1に近いものになっているが、第1話の冒頭における健康診断で「老眼」だと診断されてからは、ノートパソコンを使って資料を作成する際などに老眼鏡を使っている。
S4から専従捜査班のメンバーと「酒蔵あっけし」で食事をするようになる。
S9最終話にて、江戸川区夫婦殺害事件が解決した後は刑事を辞め、農家になった。
海老沢芳樹（えびさわ よしき）〈52〉
演 - 田辺誠一（S4 - ）
経歴：警視庁奥多摩警察署地域課
→ 警視庁西新宿警察署刑事課
→ 警視庁刑事部捜査第一課10係
→ 警視庁刑事部捜査第一課12係（S4）
→ 警視庁刑事部専従捜査班（S5 - S6）
→ 警視庁西新宿警察署地域課花舞交番（S7第1話）
→ 警視庁刑事部特別捜査係 → 新専従捜査班（S7第1話 - ）
階級：警部補
主任。かつては上昇志向の塊のような排他的だったが、捜査第一課10係時代に「三億円強奪事件」の捜査に関わった際、容疑者として浮上した松原祐二の行動等から「複数犯による犯行」ではないかと考え、上層部に楯突き、訴えていたが、「松原が単独で犯行を起こした」と結論付けた上層部には全く相手にされなかった。それ以来、出世の道が閉ざされ、捜査第一課の閑職に甘んじて、警察組織に対して強い不信感を抱いており、他の捜査員達との折り合いが悪く人望も薄かったが、片桐に専従捜査班に引き抜かれ天樹らと行動を共にする中で、内に眠っていた正義感が再び目を覚まし始める。昼行灯の片桐に代わり、専従捜査班の陣頭指揮を執っている。こっそり警部への昇任試験を受けたが、不合格となった。さらにS6の第1話でそれが8回目の試験挑戦だと判明。娘が4人おり、S5では孫も生まれた。
坂下路敏（さかした ろびん）
演 - 小瀧望（ジャニーズWEST）（S8 - ）
経歴：新専従捜査班（S8 - ）
階級：警部補
1999年10月5日生まれ、血液型はAB型。東京大学法学部卒業。
2022年4月、警察庁入庁。本人の希望により専従捜査班に配属された新人エリート刑事。捜査は効率重視で、当初会議はほとんどリモートで参加していた。
子供の頃に父親が家を出て行き、高校の頃は住んでた家を追い出されて母親の麻未と漫画喫茶やカプセルホテルに寝泊まりしていた。その頃、麻未の窃盗の件で知り合った山岸正武から小室司を紹介してもらい、無利子で金を借り大学に入学した。
内閣情報調査室への出向話が出るが、断る。
野々村拓海（ののむら たくみ）
演 - 白洲迅（S4 - ）
経歴：警視庁総務部留置管理第二課
→ 警視庁刑事部刑事総務課刑事資料係（S4 - S6） 兼 専従捜査班（S5 - S6）
→ 警視庁刑事部捜査第一課七係（S7第1話）
→ 警視庁刑事部特別捜査係 → 新専従捜査班（S7第1話 - ）
階級：巡査
青森県八戸市出身。憲士館大学法学部卒業。2017年に入庁。明るく元気な青年。刑事に憧れているが、落ち着きがなくおっちょこちょいな性分が災いして、内勤である資料係に配属される。そのため専従捜査班として捜査に参加できることを喜んでいる。父親を4歳の時に病気で亡くし、女手一つで育ててくれた母親も2017年に他界している。近眼であり、普段はコンタクトレンズをしている。名前で呼ばれることに嫌悪しており、苗字で呼ぶように再三伝えているが専従捜査班のメンバーからは「拓海くん」「拓海」と呼ばれている。
専従捜査班が解散になった後、"刑事課の花形"と呼ばれる捜査一課の7係に配属となるも、専従捜査班に所属していた頃とは異なる勤務体制や雰囲気に馴染めずにいた。とある殺人事件の捜査で、事件関係者及び現場周辺への聞き込みなどを「非効率」だと否定する7係の捜査方針への反発から単独行動を取るようになり、結果的に殺人事件に関与していた人物を目の前で何者かに殺害されたことなどを理由に、上司の多々良から「7係に相応しくない」と告げられるが、その会話を聞いていた片桐の（半ば強引な）計らいで特別捜査係に配属される。
監察官の正木哲也と同期の焼津大地から、片桐正敏が「ポリス浄化ぁ」の首謀者なのか調べるよう内偵を命じられる。調査後、片桐は首謀者ではないと報告する。
青山新（あおやま あらた）〈39〉
演 - 塚本高史（S2 - ）
経歴：警視庁西葛西警察署刑事課
→ 警視庁有明警察署刑事課（S2第1話）
→ 警視庁刑事部捜査第一課12係（S2第2話 - S3最終話） 兼 警視庁第11方面本部準備室 専任捜査員（S3）
→ 警視庁西新宿警察署地域課万人町交番（S3最終話）
→ 警視庁刑事部捜査第一課12係（S4）
→ 警視庁刑事部専従捜査班（S5 - S6）
→ 警視庁生活安全部少年育成課少年指導係（S7第1話）
→ 警視庁刑事部特別捜査係 → 新専従捜査班（S7第1話 - ）
階級：巡査 → 巡査長（S6 - ）
1985年2月10日生まれ。東京都江東区宮洲島（臨海エリア）で生まれ育つ。施設出身で、久喜鉄平と一色朱子は同じ施設の出身者。
以前はスカウトマンをしていたが、品田ゆりと出会ったことをきっかけに警察官になる。スタンドプレーが目立つ天樹の監視役となるが、S2第1話にて天樹たちの捜査で過去の未解決事件の犯人であることを突き止められた上司を殴ったことで謹慎処分を受ける。その後、沙村の計らいで12係に配属される。
S3最終話のラストで交番勤務へ異動となり、本人は「定年までずっと交番勤務だと思った」らしいが、1年後に片桐に誘われる形で12係に復帰する。放任主義の天樹に代わり、野々村の教育係を担当することになるが、その事がやんちゃだった性格を大人に成長させることになる。
S6からS7の間に水田とルームシェアしていたが、S8開始前に解消している。
片桐正敏（かたぎり まさとし）〈55〉
演 - 吉田鋼太郎
経歴：警視庁臨海警察署刑事課
→ 警視庁深幸警察署刑事課
→ 警視庁刑事部捜査第一課12係 係長（S1）
→ 警視庁刑事部刑事総務課 課長（S2）
→ 警視庁第11方面本部準備室 室長（S3）
→ 鮫洲運転免許更新センター 免許課長補佐（S3最終話）
→ 警視庁刑事部刑事総務課刑事資料係 係長（S4 - S6） 兼 専従捜査班 班長（S5 - S6）
→ 警視庁第九方面交通機動隊所属白バイ隊員（S7第1話）
→ 警視庁刑事部特別捜査係 → 新専従捜査班 係長（S7第1話 - ）
階級：警部（S1） → 警視（S2 - S4） → 警部（S5） → 警視（S6 - ）
1960年8月12日生まれ、血液型はO型。表向きは警察組織に従っているが、実際は天樹たちと同様に強い正義感を持っており、彼らの捜査には概ね許可を出し、特に上の立場であるために警察上層部も含めた権力者が関わるような事件においては重要な役割を担っている。
特別捜査係を新設。
二度の離婚暦がある。1番目の妻・朝山恵美との間に、娘・美央がいる。2番目の妻とは3ヶ月で離婚している。
堂本俊太郎（どうもと しゅんたろう）〈65〉
演 - 北大路欣也（少年期：東海林忠輝〈S5第7話〉）
経歴：東都大学医学部法医学教室教授（S1 - S6）
→ 東都大学医学部名誉教授（S7 - ）
法医学者で東都大学医学部長。天樹の義父。清の父で聖の祖父。
S1最終話ではアメリカのとある大学から法医学のアドバイザーとして招待され、吉岡泰夫が殺害された事件が解決した後に渡米する。その後、S2第1話にて帰国する。S3で第11方面本部準備室と管轄・司法解剖担当となる。S6からS7の間に退任し、教鞭を執って後進の育成に力を注ぐも、特別捜査係発足とともに復帰。

### 元主要メンバー
沙村康介（さむら こうすけ）〈49〉
演 - 髙嶋政宏（S1 - S3 / S4第3話〈回想〉 / S5最終話 / S7最終話〈回想〉 / S9第6話）
経歴：警視庁刑事部捜査第一課12係（S1）
→ 警視庁刑事部捜査第一課12係 係長（S2 - S3最終話） 兼 警視庁第11方面本部準備室 専任捜査員・指揮官（S3）
→ 所轄署刑事課（S3最終話）
→ 警視庁刑事部捜査第一課 管理官（S5最終話）
→ 警視庁刑事部 参事官（S9第6話）
階級：警部補（S1） → 警部（S2 - S3） → 警視（S5最終話） → 警視正（S9第6話）
1965年10月15日生まれ、血液型はB型。家族は妻・清美（S3の1年前に離婚）と娘・康江。
正義感が強く、情熱的で、天樹と同様に犯人に同情や共感はしない。学生時代はアメフト部に所属しており、S1では刑事部屋で筋力トレーニングをしていることがあった。
リーダーとしてチームを指揮していたが、山下の件で責任を取らされ所轄に異動となる。しかし、2年後に警視庁捜査第一課の管理官として本庁に復帰。かつての仲間である専従捜査班を捜査から外すなど、専従捜査班の捜査を阻む行動に出たが、実際は水田を守る為であった。
山下巧（やました たくみ）〈42〉
演 - 片岡愛之助（S1 - S3 / S4第3話 / S5第1話・最終話〈回想〉 / S7最終話〈回想〉）
経歴：警視庁刑事部捜査第一課12係（S1）
→ 未来犯罪予測センター 長（S2 - S3最終話） 兼 警視庁第11方面本部準備室 鑑識（S3）
→ 東京拘置所 3259番（S4第3話 - ）
階級：巡査部長
1973年1月25日生まれ。ホワイトハッカー。ハッカーとしての腕前もそれなりに優秀で、情報収集も得意としている。また、「この山下にお任せを」を口癖にしている。検索エンジン「リトル・ヤマシタ」を構築する。「リトル・ヤマシタ」のログインパスワードは「DY1KNAMSA2」。
馬久根恒義を逮捕しても裁くことは出来ないという歪んだ正義感から警察の代わりに自分が馬久根を裁くために「御厨一豊」という架空の人物に成りきり、S3第1と2話で馬久根が関与している事件の容疑者を裏で操って馬久根を追い詰め、更には馬久根の関係者に拉致されたフリをすることで姿を消しながら天樹たちの行動を監視する。第9話で頃合いを見て天樹たちと合流し、最終話では林敬子を使って遂に馬久根の殺害に成功するが、天樹に全てを暴かれたことで御厨を名乗って行動した経緯を明かし、最後は持っていた拳銃で自殺を図るも失敗、S4第3話で東京拘置所に拘留されており、現在は自分の行いを反省している。S5第1話では新聞で事件のことを知り、専従捜査班にメッセージを送って捜査に協力している。
永沢圭太（ながさわ けいた）〈38〉
演 - 鈴木浩介（S1 - S2第5話 / S3第9話〈回想〉 / S5最終話〈回想〉）
経歴：警視庁刑事部捜査第一課12係（S1 - S2第4話）
→ 殉職（S2第4話）
階級：巡査部長 → 警部
12係と他部署の潤滑油的存在。家族は父・圭介と母・和子。
S2第4話では過去に起きた父の死の真相とそれに関連する別の事件の真実を独断で調べていたが、最後は事件の黒幕である山路史郎が差し向けた実行犯の丸藤遼平によって殺害される。
水田環（みずた たまき）〈28〉
演 - 倉科カナ（S1 - S8第1話）（幼少期：璃菜〈S5最終話〉）
経歴：警視庁蒲田北警察署地域課（警察学校卒業後）
→ 警視庁北池袋警察署地域課北池袋本町交番
→ 警視庁刑事部捜査第一課12係（S1 - S3最終話） 兼 警視庁第11方面本部準備室 専任捜査員（S3）
→ 警視庁警務部人事一課監察係（S3最終話）
→ 警視庁刑事部捜査第一課12係（S4）
→ 警視庁刑事部専従捜査班（S5 - S6）
→ 警視庁組織犯罪対策部暴力団対策課（S7第1話）
→ 警視庁刑事部特別捜査係 → 新専従捜査班（S7第1話 - S8第1話）
階級：巡査（S1） → 巡査部長（S2 - S8第1話）
1987年3月2日生まれ。ペンシルベニア文化大学 犯罪心理学専攻。ビジネスレベルの英語を習得。家族は父で外交官だった純平と母の美月。
高い洞察力と推理力を持つ、留学経験のある、アメリカ帰りの帰国子女。捜査のパートナーはS1からS3は沙村で、S4からは青山。チームの紅一点。
S3第1話では上の立場にいる島村唄子の依頼で第11方面本部の監視役となるが、徐々に監視役の仕事自体に疑問を抱くようになり、最終的には島村に反発して監視役を降りた。12係が解散後は、監察官として1年過ごした後、片桐の誘いを受ける形で12係に復帰する。監察官時代は、数々の不祥事を摘発し、警視庁の組織浄化の功労者となった。16年前に出張先のインドネシアから帰国した直後に遺体となって発見された父の純平が機密費流用の疑いを掛けられた際には辞表を片桐に渡したが、専従捜査班の捜査により無実と判明した為、刑事を続ける事になった。片桐と海老沢とかつての上司だった沙村からは「水田」、青山と野々村からは「環さん」と呼ばれていた。天樹からは基本的には「水田さん」と呼ばれているが時々「環さん」と呼ばれる事がある。かなり年上の天樹をなぜか「天樹君」と呼んでいた。
S6からS7の間に青山とルームシェアしていたが、S8開始前に解消している。
S8第1話では、新人の坂下路敏の教育係を買って出るが、同話のラストにて、キャリアアップのためにFBIへ研修に行くことを専従捜査班に伝え、アメリカへと旅立つ形で新専従捜査班を離れた。

### 主要メンバーの親族
永沢和子
演 - 立石涼子（S2第4話・第5話）
永沢圭太の母。圭介の妻。
永沢圭介
演 - 岩渕敏司（S2第5話）
永沢圭太の父。殉職した元刑事、殉職前の階級は警部補。
30年前の川口 横丁婦女暴行殺人事件の被疑者である三窪厳から無実を訴えられ、再捜査をしようとしたが、最後は事件の真犯人である山路史郎によって口封じのために殺害された。
天樹清（あまぎ さやか）
演 - 井上依吏子（S3第1話・第6話 / S5第5話 / S6第5話・最終話）
天樹悠の妻。聖の母。堂本俊太郎の娘。
2005年8月16日、聖のピアノのレッスンが終わったために家に帰ろうとしたが、最初の殺人で傷を負ったばかりの楠城誠也を目撃してしまい、最後は彼を通じて馬久根恒義の依頼を受けた牛島繁利の手により口封じのために事故に見せかけられて殺害された。
12年前、天樹に内緒で工藤優樹と不倫をしていた。
天樹聖（あまぎ みづき）
演 - 稲垣来泉（S3第1話・第6話 / S5第5話 / S6第5話・最終話）、北林来愛（S5第5話 / S6第5話・最終話）
天樹と清の娘。堂本俊太郎の孫。
2005年8月16日、殺人を犯した楠城誠也の姿を母親と共に目撃してしまい、その口封じのために母親と共に事故に見せかけられて殺害された。
生前はピアノを習っていた。
沙村清美
演 - 楊原京子（S3第9話）
沙村康介の妻。S3では沙村と離婚している。
沙村康江
演 - 中尾百合音（S3第9話）
沙村康介と清美の娘。両親の離婚後は清美と暮らしている。
水田純平
演 - 河相我聞（S5最終話）
水田環の父。生前は外交官で外務省要人外国訪問支援室の室長だった。
16年前の夏、出張先のインドネシアから帰国した日に千葉の港で転落死体として発見される。実は外交官仲間の山口敏也と佐伯健吾が結託して巨額な機密費を横領しようと画策。金は、佐伯から別の人物達へ横流しされ、その金で、フリースクールやスナック経営が開始。その真相を明らかにしようとして山口と佐伯に殺害されたが当時の上層部は事故死として処理する。証拠は、山口のIDで作成された機密費の改竄データ。それをフロッピーにして環へのプレゼントのぬいぐるみの中に隠して、死亡する直前に自宅へ送っていた。
水田美月
演 - 栗田よう子（S5最終話）
水田環の母。純平の妻。
朝山美央
演 - 茅島みずき（S7第5話）
片桐正敏と恵美の娘。高校生で演劇部の部員。片桐とは月に1回会っている。
ファミレス「キャンティ・クアトロ・シェルクラブ」でアルバイトをしている。
朝山恵美
演 - 安藤玉恵（S7第5話）
片桐正敏の1番目の妻。マンションに美央と二人で住んでいる。
坂下麻未
演 - 町田マリー（S8最終話）
坂下路敏の母親。金を盗んだという疑いをかけられ、警察に連行されるが、山岸正武が真犯人を捕まえたことで疑いが晴れた。

### 警察上層部
小田六郎
演 - 中丸新将（S2第1話・第3話）
警視庁刑事部長。
岩下千治（いわした かずはる）
演 - 山田百貴（S3第1話・第2話・第9話・最終話）
警視庁第1方面本部長。権力のある馬久根と繋がっており、彼の指示で関わる事件が表面化しないように配慮している。
笹岡祐二
演 - 工藤俊作（S5第1話・最終話）
警視庁刑事部長。名前はS5第1話の劇中の新聞では「石倉」になっている。
正木哲也
演 - 山田純大（S8第6話 / S9第1話・第2話・第4話・第5話・第8話・最終話）
警視庁警務部首席監察官。国家公務員一般職試験合格の準キャリア。
部下の焼津大地と共に、警察組織の内部告発を行う暴露チャンネル「ポリス浄化ぁ」の調査にあたる。
首席監察官になれたのは利根川巌の後ろ盾があったため。その利根川巌から利根川寛二の事件の隠蔽を持ち掛けられ、下松譲を通じて鶴見達男が犯人になるよう動いていた。
焼津大地
演 - 泉澤祐希（S9第1話・第2話・第4話・第5話・第8話・最終話）（少年期：吉田日向〈S9第2話・第7話・最終話〉）
監察官。正木首席監察官の部下。野々村拓海の同期。
茨城県出身。両親は花農家をしていた。12年前の大地震で両親を亡くしたあと、山岡夫婦や望月和沙たちと出会った。1年後山岡夫婦が東京に戻る際、望月和沙らと一緒に上京し、山岡夫婦たちと疑似家族生活を送っていた。
警察官になり鶴見達男の手記を見て山岡夫婦殺害の真犯人が別にいることを知った。手記を持ち去り、2023年4月18日から暴露チャンネル「ポリス浄化ぁ」の首謀者として警察組織の内部告発を行い、真犯人を見つけ出そうとした。

### その他警察関係者
松田健吾
演 - 中澤隆範（S1第1話・第4話・第5話）
鑑識主任。
道上慎之助（どうじょう しんのすけ）
演 - 田中哲司（S2第1話 / S6第2話・最終話）
警視庁捜査第一課の管理官。公園でバラバラ遺体として発見された筧里緒奈の事件の指揮を執る。
3年前の村上雅人の事件を担当していたが1年前に退官し、今は「わかくさ総合福祉会館」で働いている。退官する前は公安に所属していた。
14年前の2006年9月30日に、自分の恋人の松尾夏恵が自殺に見せかけられて殺害された際に、犯人の宮田達彦がアリバイ作りのために起こした事件の捜査を手伝ってしまった。警察を辞職後、その真実を突き止め、復讐する機会を探していた。その後、「0-A」の移送を知り、加山一彦を利用して強奪した、「0-A」事件の真の黒幕でもある。道上がボイスチェンジャーを使い言っていた「真実は一つ」という言葉の意味は、法では裁けなかった事件の真実を明らかにし裁きを下す事である。
室井沙織は道上の公安時代の部下で、彼女は高校時代に親友の家が放火に遭い、その際犯人を逮捕した道上に憧れ警察官になる決心をした。
丸藤遼平
演 - 音尾琢真（S2第4話・第5話 / S3第9話）
経歴：警視庁青砥警察署地域課（S2第4話・第5話）
→ 東京拘置所 死刑囚（S3第9話）
階級：巡査
警視庁青砥警察署地域課の巡査。殺人事件の真犯人である山路史郎から「（永沢を）動かないようにしてくれ」と依頼され、川口 横丁婦女暴行殺人事件の再捜査を始めた永沢圭太を「山笠団地」で殺害。その後、永沢の殺害現場に来た天樹達を案内したが、後に真相を知った天樹達によって身柄を拘束される。黙秘を続けていたが、山路が逮捕されたことにより自身も書類送検され、死刑囚として収監される。
S3第9話でロクの手引きによって東京拘置所から脱走する。脱走後、宮本あかりを使って沙村康介を呼び出し、永沢巡査部長殺害事件の身柄拘束時、沙村に絞め落とされた屈辱からリベンジのために脱走したことを明かす。接戦の末に沙村を後一歩の所まで追い詰めるが、あかりの邪魔が入ったことで隙を突かれ、沙村に絞め落とされる形で倒される。再び身柄を拘束されたが、変わらずに黙秘を貫く。
島村唄子
演 - 久世星佳（S3第1話・第6話・第9話・最終話 / S6第6話）
監察官。監察対象になっている第11方面本部の内偵をするように水田環に指示するが、物語が進むにつれて詳しい調査報告は聞けず、最終話では意見の衝突により水田から反発される。
森山
演 - 千咲としえ（S4最終話）、吉野まり（S5第1話）
首席監察官。同僚だった水田に頼まれ監察の情報を教えている。
小岩純一
演 - 安崎求（S4第9話 / S5最終話）
警視庁捜査一課長。
岡崎周平
演 - 藤本隆宏（S9第2話 - 第5話）
鑑識官。天樹悠の同期。鑑識のエースで警視総監賞の最多受賞の記録を持っている。
事件現場の証拠の捏造、改ざんをしている。8年前の福地陽子の事件、10年前の江戸川区夫婦殺害事件も証拠の捏造をしていた。新専従捜査班の捜査で福地陽子の事件の真犯人が逮捕された。その際に天樹から江戸川区夫婦殺害事件の犯人は死刑が執行された鶴見達男なのかと問われ、天樹が去ったあとに自殺した。。

### 臨海エリアの住人
馬久根恒義（ばくね つよし）
演 - 山本學（S3第1話・第2話・第6話・第9話・最終話）
馬久根家の18代目当主で、元大地主。臨海エリアの中心人物として臨海エリアに戦後期から根を張っており、政財界にも影響を及ぼしている。また、報恩と報復を家訓としており、自分の頼みを引き受けた者にはそれなりの報酬を用意するが、反面では自分に対して害になる者は徹底的に排除する。犯罪の揉み消しなど、犯罪の片棒を担ぐような仕事もしており、また犯人が別にいると気付かれないよう、自分とその犯人との繋がりが明らかにならないように用意周到なやり方で物事を治める等の計算高く、知略的である。過去に片桐正敏と組んでいた刑事・前田優太をある事件絡みから始末したことがあるようで、彼からは「宿敵」として敵視されている。S3第1話で起きたある事件に関与して以降は天樹たち12係と対峙するようになるが、最終話では自身に恨みを抱いていた介護士の林敬子によって殺害される。
林敬子
演 - 中村映里子（S3第1話・第2話・第6話・第9話・最終話）
「あすなろ介護相談センター」から馬久根家に派遣されている介護士。馬久根の孫娘である涼子（本編未登場）からいじめを受け、更には愛犬までも殺されたことで激怒したが、当時から権力のあった馬久根のせいで学校や両親が事実に目を瞑ってしまい、結果として馬久根に恨みを抱くようになる。その後、復讐計画を手助けした御厨一豊の指示に従って介護士として馬久根の懐に忍び込んだが、最終話では御厨から殺しの指示が下った為に馬久根を殺害する。その後、全てを暴いた天樹たちに逮捕され、大人しく全てを自供する。
ロク/黒石健次（くろいし けんじ）
演 - 川口力哉（S3第6話・第9話）
臨海商工出版の社長だが、正体は馬久根の関係者の事件師で、久喜によればバブル期に馬久根家の先代と組んで臨海エリアの地上げを仕切っていた事件師の側にいた人物。馬久根に忠実で、どんな命令にも従う。「畏まりました」の「ました」を省略して言う癖がある。「ロクさん」と呼ばれているが、自身も馬久根のことは「ネーバクさん」と呼んでいる。また、任務を必ず遂行しており、馬久根からの信頼は厚く、仕事を頼まれた際の手段についてはほぼ任されている。
第9話では天樹たちに素性と居場所を知られ、本拠地である臨界商工出版社に乗り込まれたが、直後に馬久根に関する秘密保持の為に天樹らの目の前で服毒自殺した。
久喜鉄平
演 - 米村亮太朗（S3第1話・第5話・第6話・第9話 / S4第8話〈回想〉 / S6第6話〈回想〉）
青山新と同じ施設出身の旧友で情報屋。普段は移動販売のケバブ屋を営んでおり、婚約者の菅谷美也子と暮らしている。
青山に情報を提供し続け、第9話では馬久根の手先であるロクの情報を青山に伝えたが、その日の夜にロク本人の襲撃を受ける。彼が持ってきた美也子の首を見たことで激昂し、仇討ちのためにロクに襲い掛かるも返り討ちに遭って殺害され、翌日に死体として発見される。
菅谷美也子
演 - 和田麻菜（S3第6話・第9話）
久喜鉄平の婚約者。久喜と一緒にケバブ屋をやっており、久喜との間に出来た子を身籠っている。第9話で買い出しに出ている途中で久喜に対する報復の為に馬久根の手先であるロクに殺害されたが、見せしめの為に首だけを切り取られて久喜の目の前に見せ付けられ、翌日には久喜の死体と共に警察に発見される。
宮本あかり
演 - ハマカワフミエ（S3第2話・第6話・第9話）
沙村康介の通うジムのインストラクター。第9話ではロクに金で雇われて沙村を誘き寄せる為の人質になるが、自分を助ける為に必死になっていた沙村を見たことで自分の行いを反省し、最終的には彼を助ける。その後、警察に保護され、前述のことを天樹たちに打ち明けた後は警護されたまま帰宅する。

### 江戸川区夫婦殺害事件の関係者
山岡紀夫
演 - 山口大地（S9第1話・第2話・第6話 - 最終話）
やまお食堂の店主。
12年前の大地震後に夏美と茨城県へ行き、仮設住宅内に被害者のための「やまお食堂」を開いた。そこで望月和沙、浜崎修斗、井手孝也、焼津大地と出会った。1年後、東京に戻り休業していた「やまお食堂」を再開した。
2013年3月4日午後8時過ぎ、利根川宗一に夏美が殺害されたあと、彼ともみ合いになり鈍器で頭部を強打され死亡。
山岡夏美
演 - 篠原真衣（S9第1話・第2話・第6話 - 最終話）
紀夫の妻。紀夫との間に子供がいたが病気で亡くしている。
2013年3月4日午後8時過ぎ、利根川宗一に鈍器で頭部を強打され死亡。
浜崎（望月）和沙
演 - 山崎紘菜（S9第1話・第2話・第7話 - 最終話）（少女期：中島真白〈S9第1話・第2話・第7話 - 最終話〉）
修斗の妻。盲目の女性。
茨城県出身。中学生だった12年前に大地震で親を亡くす。東京の高校を受験し合格、東京の定食屋兼住居の「やまお食堂」から学校へ通っていた。
10年前は山岡紀夫に片思いをしていて、その思いを山岡夏美に知られた。「やまお食堂」から出て行こうとするが夏美に止められる。その後「やまお食堂」が全焼し、唯一生き残りながらも両眼を失明した。
浜崎修斗
演 - 堀井新太（S9第1話・第2話・第7話 - 最終話）（少年期：細谷匠〈S9第1話・第2話・第7話・最終話〉）
システムエンジニア。和沙の夫。
鶴見達男の逮捕や判決に疑念を持ち、当時の担当刑事だった下松譲から10年前の山岡夫婦殺害の真犯人を聞き出そうとした。その際に下松がナイフで襲ってきてもみ合いになり、そのナイフで下松を殺害してしまった。その後留置所に拘留された。
井手孝也
演 - 田中樹（SixTONES）（S9第5話 - 第7話）（少年期：加藤憲史郎〈S9第6話・第7話・最終話〉）
特殊詐欺の受け子。
茨城県出身。両親は離婚し母親の芳江と2人暮らしだった。12年前の高校2年生の春、大地震で母親を亡くし児童福祉施設に引き取られる。
大地震のあと望月和沙に「やまお食堂」に連れていかれ、山岡夫婦、浜崎修斗、焼津大地と出会う。高校を卒業後、望月和沙らと一緒に上京し、山岡夫婦たちと疑似家族生活を送っていた。
10年後、浜崎修斗が下松譲を殺したことをニュースで知り、山岡夫婦の死の真相を追求しようと「東関東連続強殺事件」を担当していた秋下検事と中澤判事に接触する。その後真相に近づき、山岡夫婦殺害の真犯人・利根川宗一に首を絞められて殺害された。
下松譲
演 - 宮川一朗太（S9第1話・第2話・第6話・第7話・最終話）
株式会社TN測量設計の代表取締役。10年前は警視庁江戸川警察署の警部補。
腹部にナイフが刺さり大量出血し遺体で発見された。
警察官時代は江戸川区夫婦殺害事件の担当をしていて、鶴見達男から自供を引き出した。しかし、その3か月後に警察を辞め、利根川開発の子会社のTN測量設計に役員として迎えられ、1年後に代表取締役に就任した。
鶴見達男
演 - 柳憂怜（S9第1話・第2話・第6話・第7話・最終話）
死刑囚。東関東連続強殺事件の犯人。通称「平成最大の殺人鬼」。5人を殺害した犯人として検察の求刑どおり死刑判決を受け、2023年3月14日に死刑執行。
実際に殺害した人数は3人だが、正木哲也を通して下松譲から、母親が亡くなるまで面倒を見るという取引を持ち掛けられ、山岡夫婦も自分が殺害したと供述した。
利根川宗一
演 - 渡辺大（S9第2話・第8話・最終話）
利根川開発の社長。利根川巌の長男。宗一は巌の前妻の連れ子。
2013年3月4日、寛二から山岡紀夫を殴ったと聞かされ山岡紀夫に土下座するが、警察に通報すると言われ、電話しようとした山岡夏美を鈍器で殴り殺害。夫の紀夫ももみ合いになりながら鈍器で殴り殺害。食堂兼住居の「やまお食堂」の1階部分を出火し、全ての犯行を寛二になすりつけた。
以前汚れ仕事をやらせていた宝来正道、事件の真相に近づいた井手孝也も殺害した。
DJ TONEKAN / 利根川寛二
演 - 阿部進之介（S9第2話・第8話・最終話）
「東新宿ビリーバー」のDJ。利根川巌の次男。寛二は巌と後妻の息子。
大学卒業後は親の金で海外を転々としていたが、30代になってから利根川開発に就職し、役員兼地域開発担当部長になる。リバモ江戸川の開発プロジェクトを担当し地権者の山岡夫婦と交渉する。買収に応じない山岡紀夫を殴り宗一に泣きつく。宗一から「やまお食堂」が全焼し山岡夫婦が亡くなったことを聞かされ利根川開発を退職した。

### その他
有希
演 - 藤田葵（S5第7話 - 最終話 / S6第3話 / S8第3話・第4話・第6話・最終話 / S9第3話）
「酒蔵あっけし」の店員。野々村拓海からカシオレの注文をよく受けていた。
小室司
演 - 鷲尾英彰（S8第2話・第3話・最終話）
金貸し。路敏から金を受け取っていた。実は山岸正武に頼まれ無利子で路敏に金を貸していた。

## ゲスト
Season1 / Season2 / Season3 / Season4 / Season5 / Season6 / Season7 / Season8 / Season9

### Season1（2015年）
第1話「最後の時効」
- 金子正信（土神建設 作業員） - 前田吟
- 安藤紗季（東活撮影所 清掃員） - 朝加真由美
- 高田浩一郎（法務大臣・元警視庁副総監） - 浜田晃
- 岡本正義（警視庁刑事部長） - 矢島健一
- 安倍俊也（高田の秘書・元SP） - 浜田学
- 中嶋健介（彩香の夫） - 木下隆行
- 江尻孝之（大手広告代理店勤務・修一の息子） - 川口力哉（19歳：松田岳）
- 内田涼子（グラビアアイドル） - 丸高愛実
- 橋本（世田谷東警察署 刑事） - 田中耕二
- 安藤聡子（紗季の娘） - 石井萌々果
- 有村依子（歯科医院スタッフ） - 三谷悦代
- 朝倉美代子（英仙女子小学校 教諭） - 服部幸子
- 土屋富雄（所轄刑事・1996年当時19歳の江尻孝之を逮捕しようとした） - 針原滋
- 浅田一也（涼子の元彼） - 斉藤悠
- 高田真奈美（浩一郎の孫娘・英仙女子小学校 生徒） - 錦辺莉沙
- 刑事（世田谷東警察署 刑事・橋本の相棒） - 諌山幸治
- 中嶋彩香（フリーライター） - 森脇由紀
- 江尻修一（元大蔵大臣・故人） - 斎藤克博

第2話「氷の殺人」
- 安積隆秀（日本理科大学 低温物理学研究室 助教授） - 橋本さとし
- 香田正美（日本理科大学 低温物理学研究室 助教授） - 佐津川愛美
- 川村秀則（日本理科大学 低温物理学研究室 教授） - 大石吾朗
- 坂上洋一（坂上水道工房 社長） - 螢雪次朗
- 岩渕紀夫〈54〉（岩渕ファンド 代表・投資家） - 新納敏正

第3話「逃亡親友」
- 笹岡圭介（ベルフラワー生命 営業課長） - 飯田基祐
- 小畑章枝（喫茶「クコの実」店主・弥生の義母） - 大島さと子
- 永井弘士（ベルフラワー生命 社員） - 少路勇介
- 小畑弥生（ピアニスト・失明の少女） - 尾高杏奈
- 大野吾郎（ベルフラワー生命 営業部長） - 大村波彦
- 河野理恵（笹岡の元妻） - 田村友里
- 井上芳樹（喫茶「クコの実」店員） - 青柳尊哉
- 増田憲一（ベルフラワー生命 社員） - 島津健太郎
- 川崎洋一（東京アイバンク スタッフ） - 平川博晶
- 笹岡奈美子（笹岡の妹・故人） - 大庭舞桜

第4話「忘れた男」
- 高杉賢吾（高杉法律事務所 弁護士） - 眞島秀和
- 高杉真琴（高杉の妻） - 大塚千弘
- 添島修一（木戸ホールディングス 顧問弁護士） - 入江雅人
- 奈良岡（木戸ホールディングス 専属運転手） - 不破万作
- 木戸宏子（木戸ホールディングス 会長・清三郎の妻） - 松井紀美江
- 木戸明信（木戸ホールディングス 社長・清三郎と宏子の息子） - 日向丈
- 木戸清三郎（木戸ホールディングス 前会長・故人） - 橘進之助
- 下川実（高杉法律事務所 元事務員） - 黒岩司

第5話「母と息子」
- 前田尚紀（大平重工 研究員・前田と和美の息子） - 中丸雄一（幼少期：橋爪龍）
- 前田和美（かなで洋裁店 店主） - 黒田福美
- 西岡民代（かなで洋裁店 店員・和美の友人） - 阿知波悟美
- 大沼和樹（大平重工 所長・尚紀の上司） - 大河内浩
- 羽田美樹（大平重工 社員） - 内田もも香
- 富樫（青葉金属工業所 社長・前田金工 元職人） - 山崎大輔
- 石川剛（大平重工 社員） - 河内浩
- 中村（大平重工 社員） - 櫂作真帆
- 前田伸雄（前田金工 元社長・故人） - 西岡秀記

第6話「真夏の復讐殺人!? 残1時間の命」
- 高堂隼人（ワイドショーのコメンテーター・元最高裁判事） - 長谷川初範
- 西沢淳一（西沢運輸 元社長） - 近藤公園
- 三輪友里（キャスター） - 小出ミカ
- 田中優奈（スタイリスト） - 杉本有美
- 亀井（警視庁みなとまち交番 巡査） - 迫田孝也
- 成瀬博之（殺人の前科者） - 兼松若人
- 高堂由美子（高堂の妻） - 渚あき
- 新垣（成瀬の会社の上司） - 江森正明
- 高堂愛理（看護師・高堂と由美子の娘） - 石志望
- 西沢涼子（西沢の妻・故人） - 上田愛美
- 西沢真菜（西沢と涼子の娘・故人） - 平澤宏々路

第7話「自首した男 容疑者0の殺人!!」
- 木島義男（無職・元タクシー運転手） - でんでん
- 溝口智也（洋菓子店「パティスリー ラ・ジェム」メインパティシエ） - 長谷川朝晴
- 溝口幸恵（「パティスリー ラ・ジェム」オーナー・溝口の妻） - 霧島れいか
- 井上幹夫（雑誌「ベストスイーツ」記者） - 須田邦裕
- 小石川美砂（「パティスリー ラ・ジェム」パティシエ見習い） - 高田里穂
- 田所真弓（「パティスリー ラ・ジェム」パティシエ見習い） - 木下あゆ美
- 小石川久志（菓子職人・美砂の父） - ふるごおり雅浩

第8話「釈放直前!! 8990円で脱走した女」
- 上山淑子（北関東女子刑務所 刑務官） - 根岸季衣
- 野口あゆみ（北関東女子刑務所 服役囚・夏波の実母） - 内田慈
- 小林匠（ウィンテル微細加工所 所長 兼 北筑波大半導体研究室チームリーダー・夏波の養父） - 久松信美
- 小林真奈（夏波の養母） - 春木みさよ
- 小林夏波（野口の娘） - 渡邉このみ
- 浅野圭一（覚醒剤売人） - 阿部亮平
- 吉永美香子（北関東女子刑務所 元服役囚・故人） - 榎本有希子

最終話「真っ白な遺言と10年の空白!!」
- 吉岡清（泰夫の父） - 小野武彦
- 吉岡泰夫（神代興産 日雇い作業員） - 林泰文（中学生：吉澤天純）
- 徳山英治（神代興産 日雇い作業員） - 佐藤祐基
- 近藤大輔（神代興産 日雇い作業員・居酒屋「福」元店長） - 深水三章
- 新田公司（神代興産 社長） - 大鷹明良
- 小野翔子（下総屋食堂 店員） - 松本若菜
- 中津川（調布中央運送 社員） - 黒田大輔
- 小松（居酒屋「福」店長・泰夫の友人） - 石田佳央
- 仲野（警視庁杉並南警察署 刑事） - 江端英久

### Season2（2016年）
第1話「スペシャリスト再結集!! 未解決事件に空欄50の罠…!! 模倣犯からの挑戦状」
- 赤石貴志（有明警察署 副署長） - 菅原大吉
- 飛駒英太（大学院生） - 金井勇太
- 飛駒（英太の母） - 栗田よう子
- 石田（小田の秘書） - 影山英俊
- 黒田（教授・監察医） - 菅野久夫
- 田口 - 尾関陸
- 筧里緒奈（財務官僚の娘・臨海運河女性死体遺棄事件の被害者） - 恒吉梨絵
- 品田ゆり（警察官僚の娘・江東区女子大生死体遺棄事件の被害者） - 西平風香

第2話「秘書が転落死!! 疑惑の8000万円!! 密告する女のバトル」
- 中原雅美（帝都テレビのキャスター） - MEGUMI
- 岡田憲一（東京都知事） - 山田明郷
- 野口ゆり子（掃除婦） - 滝沢涼子
- 安斉享（「帝生会」事務局長） - 奥田達士
- 市川誠司（東京都知事特設秘書） - 吉満寛人
- 尾野毅（帝都テレビのスタッフ） - 小林健
- 佐田浩一（週刊タイムリー 記者・ゆり子の隣人） - 一条俊
- 並木圭介（帝都テレビのスタッフ） - 西興一朗
- 和久井裕介（東京都知事特設秘書・元厚生労働省職員） - 児玉貴志
- 富岡昌弘（帝都テレビのカメラマン） - 石原和海
- 樋口健太（警察官） - 中山卓也
- 磯崎（クラブのスタッフ） - 西沢仁太
- 渡辺宗（ホームレス） - 稲健二

第3話「地上145メートル密室からの脱出!! 爆弾に繋がれた命の期限」
- 横田芙美代（横田化学工業 社長） - 藤田朋子
- 高坂信彦（資産家・心臓病を患っている） - モロ師岡
- 加地遼一（「ヒルズスカイビル」警備員・横田化学工業 元社員） - 池内万作
- 若杉洋一（東京国際医療病院 医師・高坂の主治医） - 菊池均也
- 西原朋子（高坂のヘルパー） - 阿南敦子
- 横田（横田化学工業 前社長・芙美代の父） - 橘家二三蔵

第4話「刑事死す!! 最期の謎のメッセージ食い違う7つの証言」
- 村山茂（永沢圭太殺害の被疑者） - みのすけ
- 木下あずさ（「山笠団地」315号室の入居者） - 吉井怜（S2第5話）
- 中西健二（「山笠団地」204号室の入居者） - 金剛地武志
- 森川直子（「山笠団地」402号室の入居者） - 林田麻里
- 野間紗代（「山笠団地」207号室の入居者） - 南伊
- 中村一哉（「山笠団地」511号室の入居者） - 飯田隆裕
- 小林健太（警察官・丸藤遼平の同僚） - 守谷勇人（S2第5話）

第5話「仲間はなぜ殺されたのか…天井裏の謎!? 衝撃の結末!!」
- 山路史郎（ヤマジ警備保障 2代目社長） - 手塚とおる（20歳：萩原亮介）
- 三窪厳（川口 横丁婦女暴行殺人事件の被疑者で今は刑期を終え出所） - 大高洋夫（30年前：佐賀孔生）
- 小早川卓（ヤマジ警備保障 元社員） - 難波圭一
- 北田吾郎（川口 横丁婦女暴行殺人事件を指揮した刑事・永沢圭介の元上司） - 野村昇史
- 広田信子（喫茶店店員） - 中條サエ子
- 清水利沙子（川口 横丁婦女暴行殺人事件の被害者・三窪が好きになった女性・元スナックオーナーの姪） - 葛堂里奈

第6話「第二章突入水曜日の殺人…8発目の銃弾vs潜入捜査!!」
- 藤堂かずさ（都市清掃活動団体「すずかぜクラブ」代表・藤堂コンサルティング 社長） - 高橋ひとみ
- 工藤雅夫（「すずかぜクラブ」メンバー） - 春田純一
- 深田孝臣（「すずかぜクラブ」メンバー・深田不動産 社長） - 諏訪太朗
- 木村和久（「すずかぜクラブ」メンバー） - 朝倉伸二
- 日吉景子（保険外交員・あきらの母） - 舟木幸
- 渋川おさむ（ヤンキー集団「ブラックブラッド」元メンバー） - 川籠石駿平
- 工藤麻子（工藤の妻） - 田中綾子
- 植村剛（「ハンター事件」第1被害者・覚醒剤の売人・「ブラックブラッド」元幹部） - 城間盛吾
- 中島翔（「ハンター事件」第2被害者・恐喝の常習犯・ヤンキー集団「ホワイトサタン」元幹部） - 宮澤和之
- 白川エイジ（「ハンター事件」第3被害者・無職） - 横井優一
- 日吉あきら（「ブラックブラッド」元メンバー・脊髄損傷で車椅子生活） - 西本銀二郎

第7話「動く死体と旅行者の秘密の関係!! 異常発熱に隠れた罠」
- 赤松達夫（帝都電機研究所 所長） - 羽場裕一
- 松原敏雄（経済産業省産業技術環境局 次長） - 山崎銀之丞
- 森岡直樹（帝都電機研究所 東南アジア統括部長） - 伊藤正之
- 西島あおい（帝都電機研究所 研究員） - 小野真弓
- 飯沼太郎（警視庁科学捜査研究所 研究員） - 森本のぶ
- ルーク・ビンセン（帝都電機セラビア製造工場 工員） - 田中夏海（なつうみ）
- 太田守（帝都電機カスタマーセンター 室長） - 中田敦夫
- 久保恭子（帝都電機カスタマーセンター 社員） - 氏家恵
- 足立健司（警視庁東中野警察署生活安全課 刑事） - 金重陽平
- 西村（コンビニ「プラネマート」店員） - 松木研也
- 中田美千代（帝都電機研究所 研究員） - 小川夏果
- 富田麻子（帝都電機研究所 研究員） - 小柳美李

第8話「死体が語る不完全な交換殺人…!? 100%アリバイの女」
- 柳静香（ホテルグループ「柳ロイヤルリージェンシー」副社長・光太郎の腹違いの妹） - 山本未來
- 田沼孝雄（柳家の執事） - 下條アトム
- 伊吹響子（俊也の妻） - 遊井亮子
- 五十嵐正治（「柳ロイヤルリージェンシー」社長秘書兼運転手・前社長の右腕） - 神尾佑
- 柳光太郎（「柳ロイヤルリージェンシー」社長） - 草野康太
- 寺井信介（ヤナギRG社員寮の管理人・「柳ロイヤルリージェンシー」元専務） - 工藤俊作
- 伊吹俊也（画家・前科者） - 山中雄輔
- 柳美幸（光太郎の妻） - 田村友里
- 柳隆一（「柳ロイヤルリージェンシー」前社長・静香と光太郎の父・故人） - 井原幹雄

最終話「vs予告犯3つの挑戦状!! 最後に笑うのは96%の良心」
- 山崎晃（国際帝都大学大学院 元助手） - 山本裕典
- 和田恒徳（IT企業「デジタルライブ」副社長） - 湯江健幸
- 上野良政（元警察官・片桐正敏の同期） - 青山勝
- 宮川奈美（博の妻） - 片岡礼子
- 藤岡伸行（第1の事件 被害者・IT企業「デジタルライブ」社長） - 吉見幸洋
- 宮川博（第2の事件 被害者・会社員） - カゴシマジロー
- 矢野智（第3の事件 被害者・無職） - タモト清嵐
- 矢野剛（智の父・学習塾経営） - 久松信美
- 矢野祐子（智の母・剛の妻） - 阿部朋子
- 宮川真里（博と奈美の娘） - 内田未来

### Season3（2017年）
第1話「開戦」
- 桜田春樹（元警視庁警備部第三機動隊 巡査部長・天樹悠の先輩で元相棒） - 横田栄司
- 丸山政男（警視庁臨海警察署 刑事課 刑事） - 小林隆
- 中林輝元（シマノ化学第一工業 社長） - 斉藤陽一郎
- 新沼孝（警視庁臨海警察署 署長） - 長谷川公彦
- 西島伸樹（シマノ化学第一工業 社員） - 合田賢治
- 和木（元刑事・桜田の相棒だったが襲撃され退官） - 和木亜央
- 野本浩司（シマノ化学第一工業 社員） - 保科光志
- 紀藤和成（臨海クリーンサービス 社員） - 宮田博一
- 小泉竜二（弁当宅配業者） - 赤池高行
- 桜田（桜田の妻・自宅の火災で死亡） - 箭内恵理子

第2話「最愛」
- 四谷貴子（あすなろ介護相談センター 所長） - 筒井真理子
- 藍田浩之（IT企業「ソーシャル・レーン」CEO） - 合田雅吏
- 五頭伸治（東京拘置所 死刑囚） - 内野智
- 小川零士（元アナーキスト・仙波法務大臣邸を占拠した4人のテロリストの1人） - 重松収
- 浜浦文太（元暴力団員・仙波法務大臣邸を占拠した4人のテロリストの1人） - 吉澤健
- 広瀬文子（元化学研究員・仙波法務大臣邸を占拠した4人のテロリストの1人） - 吉本選江
- 小野田良夫（元エースエンジニア・仙波法務大臣邸を占拠した4人のテロリストの1人） - 一本気伸吾
- 仙波清（第2次田中内閣 法務大臣・心臓に持病を抱えている） - 小須田康人（S3第9話）
- 仙波好江（清の妻） - 辻沢杏子
- 野村修一（法務大臣邸 警戒員・巡査） - 松尾英太郎
- 横光利夫（IT企業「ソーシャル・レーン」元CEO・藍田の元共同経営者・3年前殺害） - 藤田信

第3話「慈愛」
- 佐々木奈月（クリーニング店員・真人の母） - 紺野まひる
- 大友勝正（勝海警察署地域課 巡査部長・1週間後定年） - 梨本謙次郎
- 北川誠一郎（大臣） - 橋爪淳
- 工藤正彦（第2の被害者・クドウ文具店 店主） - 須藤公一
- 岡部省吾（第3の被害者・塾講師） - 安居剣一郎
- 小川紗絵（第1の被害者・女子高生） - 内田愛
- 武田文雄（東京都教育委員会 学校支援係） - 真砂京之介
- 西本雅也（第5の被害者・民友党 都議会議員） - 中倉健太郎
- 米沢郁恵（私立国修院学園 学長） - 小野沢知子
- 金井真由美（第4の被害者・池尻第一中学校 英語教師） - 辻本瑞貴
- 佐々木真人（私立国修院学園中等部 元生徒・2年前に飛び降り自殺） - 設楽銀河
- 北川史也（北川の息子・真人をいじめていた同級生） - 寺井大治
- 石川（西本雅也事務所 事務員） - 古川康
- 山辺（勝海警察署 警察官・大友の同僚） - 石塚良博
- 大竹静香（池尻第一中学校 バスケ部顧問） - 鈴木アメリ

第4話「死味」
- 吉原浩作（湾岸区役所 職員・川上の元家庭教師） - 尾美としのり（17歳：大地伸永）
- 入川裕二（先進工学研究センター 教授・産学連携のプロジェクトチームのリーダー） - 新井康弘
- 川上勇人（先進工学研究センター 研究員・産学連携のプロジェクトチームのロボット技術の開発者） - 沖田裕樹
- 川上しのぶ（川上の妻） - 得田舞美
- 西田勝男（バー店員） - 吉川勝雄
- 吉原（吉原の妻） - 白川朝海
- 吉原（吉原の娘） - 石井友奈

第5話「追想」
- 馬場節子（12年前に稲留が住んでいたアパートの近所の老女・視覚障害者） - 草村礼子
- 稲留純一（12年前に火災事故で死んだはずの男・偽名「田中一郎」） - 綾田俊樹
- 福田英明（帝耀地所都市開発部 部長） - 石橋保
- 井上浩史（帝耀地所 常務） - 並樹史朗
- 馬場研治（節子の夫） - 大月秀幸
- 三好（安全安心ステーション スタッフ） - 鈴木一功
- 有川陽子（東京都収用委員会 委員・弁護士・福田の愛人） - 大村彩子
- 吉岡（稲留が田中として働いていた職場の同僚） - 潟山セイキ
- 太田聡（帝耀地所 顧問弁護士） - 松澤仁晶

第6話「家路」
- 工藤優樹（洋菓子屋店員・12年前の天樹清の不倫相手） - 黄川田将也
- 楠城誠也（チェロ奏者） - 唐橋充
- 牛島繁利（建築現場作業員・マリンサイドスクエア改装崩落事故の証言者） - やべけんじ
- 金沢由香（2005年7月25日失踪・ショートボブの女） - 幸野ゆりあ
- 稲場愛香（2014年10月13日失踪・ショートボブの女） - 杉本知佳

第7話「因縁」
- 川添雄二（舞台「因縁」のオーディションを受けている男） - 北見敏之
- 泉千穂（「シャインエージェント」所属女優・舞台「IKIRU」主演〈富樫弘美の代役〉・本名「下村秋絵」） - 青山倫子（中学生：池田朱那）
- 笹本豊（辰川不動産 社員・弘美の元ストーカー） - 比留間由哲
- 富樫栄子（弘美の母） - 片桐夕子
- 下村早苗（「Flower shop 下村」店主・秋絵の母） - 松井紀美江（若き日：松橋純子）
- 富樫弘美（舞台女優・舞台「IKIRU」主演・7年前に失踪し白骨死体で発見される） - 菅井玲
- 岩瀬厚一郎（舞台「IKIRU」スタッフ） - 石川禅
- 山路（辰川不動産 社員） - 山崎潤
- 篠原（「シャインエージェント」社員） - 田崎トシミ

第8話「悪女」
- 原咲希（個人投資家・パーティー参加者・本名「馬渕富江」） - 矢田亜希子（幼少期：高橋月）
- 伊藤真理子（「SAマーケティング」CEO兼社長・パーティー参加者） - 山口香緒里
- 上戸礼子（「SAマーケティング」シニアマネージャー・パーティー参加者） - 佐藤康恵
- 森谷桃子（「PLU Life生命」保険外交員・パーティー参加者） - 吉澤智美
- 井村遼（「SAマーケティング」ジェネラルマネージャー・咲希の婚約者・パーティー参加者） - 斉藤佑介
- 鈴木完（森谷桃子の契約者・1年前の2016年8月27日 急性心不全で死亡） - 高原知秀
- 小林勇祐（森谷桃子の契約者・半年前の2017年2月28日 急性心不全で死亡） - 宇賀神亮介
- 川端健三（マンガ家・パーティー参加者） - 松井ショウキ
- 藤野ひとみ（ネイルサロン経営・パーティー参加者） - 戸田真紀子
- 金子翼（映像クリエイター・パーティー参加者） - 福崎峻介
- 中原亜衣（モデル・パーティー参加者） - 近藤ゆき
- 塩田優（タレント・パーティー司会者） - 堀田達郎
- 馬渕（富江の父） - 高山範彦

第9話「血戦」、最終話「正義」
- 船木隆一（元自衛官・馬久根恒義の暗殺未遂犯） - 石井浩
- 羽賀和之（元警察官・馬久根恒義の暗殺未遂犯） - 八尾宗徳（最終話のみ）

### Season4（2018年）
第1話「再集結!! 3億円強奪事件の衝撃真相!! リベンジ開始」、第2話「7年前から殺害予告!! 3億円事件真犯人の裏の顔…!!」
- 野崎勇一郎（真一郎の父親） - 田村亮
- 鳥塚栄介（鳥塚鐵工場 社長・自治会長） - 近藤芳正
- 松原祐二（7年前の3億円強奪事件の犯人・刑期を終えて武蔵野刑務所を仮出所） - 永岡佑
- 高野みさき（アパレル会社社長） - 関めぐみ
- 浅倉雄大（ホームレス・元ホスト） - 西興一朗
- 野崎真一郎（走高跳の選手・7年前に松原が撃った流れ弾に当たり足を負傷） - 柿本光太郎
- 栗原直樹（「SYSTEM GATE SECURITY SERVICES」警備員） - 荒木誠
- 佐野隆（「SYSTEM GATE SECURITY SERVICES」警備員） - 熊澤洋幸
- 望月幹雄（管理官） - 野仲イサオ（第1話のみ）
- 相良幹夫（保護司） - 矢嶋俊作（第1話のみ）

第3話「違法捜査!? 東京タワーと母の涙」
- 森下康子（正隆の母親） - 手塚理美
- 浅倉真司（開応大学経営学部 3年生・正隆の同級生） - 桜田通
- 森下正隆（開応大学 3年生・半年前自殺） - 若林時英
- 吉岡毅彦（振り込め詐欺のメンバー） - 冨森ジャスティン
- 石川（警視庁組織犯罪対策二課 刑事） - 阿部丈二
- 真鍋翔太（浅倉の友達） - 木村文哉
- 柏木純平（浅倉の友達） - 海老沢七海
- 高田勝将（公益財団法人「高田財団」代表） - 高津康

第4話「時効成立の罠… 23年前の母の声」
- 大森正一（小岩中央警察署地域課 元巡査部長） - 大谷亮介（S6第5話〈回想〉）
- 井上真由（東京自然博物館 学芸員） - 逢沢りな（S6第5話〈回想〉）（5歳：中村優月）（S6第5話〈回想〉）
- 門田恵子（スナックのママ） - 大家由祐子
- 杉村加奈子（東京自然博物館 学芸員） - 城山美佳子
- 大村花子（恵子のアパート大家） - 荒井眞理子
- 町山茂樹（真由のストーカー・工場作業員） - 三浦俊輔
- 里中恵理香（恵子の娘・真由の幼馴染） - 鮎川桃果（5歳：宮崎歩夢）
- 井上春樹（真由の父・23年前刺殺） - 赤木悠真（S6第5話〈回想〉）
- 井上和美（真由の母・23年前刺殺・旧姓は「野上」で康二と悦世の娘） - 細野今日子（S6第5話〈回想〉）
- 佐山（刑事） - 骨川道夫
- ルミ（スナックのホステス） - 高橋里英（ノンクレジット）

第5話「再捜査の女 白いスーツの男の謎」
- 田畑亮介（ナイトクラブ「レインボー」元ボーイ・昭和33年自首・現在漁師） - 小松政夫（20歳：勧修寺保都）
- 円城寺正雄（円城寺綜合警備 会長・元郵便局員） - 浜田晃（60年前：アライジン）
- 長田健太郎（緑島中学校 元国語教師） - 大出俊（60年前：永嶋柊吾）
- 上田伸江（ナイトクラブ「レインボー」元ダンサー） - 吉村実子（60年前：橘依里）
- 木下喜一（ナイトクラブ「レインボー」元ボーイ長） - 鈴木正幸（60年前：小谷俊輔）
- 亀井咲子（ナイトクラブ「レインボー」元ダンサー・昭和33年〈60年前〉絞殺） - 松本妃代
- 加納優美（ブティック経営者・咲子の孫・貴子の娘） - 瑛蓮
- 川谷和彦（川谷総合調査 所長） - 樋渡真司
- 5歳の貴子（咲子の娘） - 野村星

第6話「白骨死体にスキャンダル!? 胃の中からのメッセージ!!」
- 濱野洋子（昭義の長女・シングルマザー） - 高橋かおり（幼少期：太田結乃）
- 前橋晃（第四次田中改造内閣 国土交通大臣） - 金山一彦
- 桜木翔（鷹山興業 代表取締役） - 山本浩司
- 中島隆（EBISU中島法律事務所 代表弁護士） - 山本剛史
- 長谷川克彦（清明出版 社会部記者） - 吉見幸洋
- 濱野昭義（林業従業者・個人情報を不正に利用される） - 針原滋
- 上野大輝（帝経大学大学院 商学研究科専攻・個人情報を不正に利用される） - 尾関陸
- 三枝真奈美（清明出版 記者・長谷川の元恋人） - 一双麻希
- 松下滋（お好み焼き屋「だるまちゃん」店主・個人情報を不正に利用される） - 西川瑞
- 濱野（洋子の息子・2歳） - 有山実俊（0歳：横山姫瑠）

第7話「生きていた20年前の女子高生失踪 あの日の禁断の秘密」
- 皆本治（あずみの父親） - 斉木しげる
- 皆本春子（あずみの母親・皆本の妻） - 山下容莉枝
- 阿久津秀夫（徳礼会病院 理事長） - 中西良太
- 藤沢仁美（あずみの親友） - 岩佐真悠子（17歳：武イリヤ）
- 皆本あずみ（20年前失踪した女子高生・当時17歳） - 駒井蓮
- 沼田篤史（暴力団に出入りしているチンピラ） - 神農直隆
- 田口（20年前に沼田と一緒に恐喝で逮捕された男） - 石井テルユキ

第8話「3人の約束 僕たちがやりました」
- 熊谷二郎（児童養護施設「きぼうの里」施設長） - 小宮孝泰
- 火浦陸（ヨツバ輸送 配達員・児童養護施設「きぼうの里」出身） - 少路勇介（少年期：山下真人）
- 墨田賢（墨田賢法律事務所 弁護士・児童養護施設「きぼうの里」出身） - 天野浩成（少年期：斉藤碧大）
- 天草泉（司書・児童養護施設「きぼうの里」出身） - 映美くらら（少女期：国府田聖那）
- 鶴岡浩介（日雇いアルバイト） - 吉見一豊
- 牛島宏（児童養護施設「きぼうの里」児童指導員・1993年転落死） - 青木崚
- 牛島佐知子（牛島の姉） - 渡辺道子

第9話「模倣犯から挑戦状!? 最後の殺人を止めろ!!」
- 右川義雄（町医者・50年前に中山の精神鑑定を担当した犯罪心理学者） - 津嘉山正種
- 古川泰（ホストクラブ「HAREM」勤務） - 渋谷謙人（幼少期：藤原陽人 / 10歳：佐藤耀太）
- 和田健一（ホストクラブ「HAREM」勤務） - 渋江譲二
- 中山俊夫（故人・50年前の広域重要指定第108号事件の犯人） - 野澤剣人（5歳：戸井田竜空）
- 古川月子（古川の母・シングルマザー） - 及川奈央
- 宮川（刑事） - 石田登星
- 三好達也（警視庁北新宿警察署地域課 巡査長） - 国枝量平
- 太宰（刑事） - 栗原寛孝
- 上野麗華（シングルマザー） - 山本南伊
- 藤井（ネットカフェ住人） - 飯田隆裕
- 比留野勝（公園の守衛） - 所博昭
- 西本明文（タクシー運転手） - 西沢智治

最終話「嘘つき女現る!! 20世紀最後の未解決事件」
- 寺山章吾（警視庁警務部 部長・18年前は警視庁深幸警察署 副署長） - 宅麻伸
- 中澤皐月（18年前は八百屋の店主・九頭竜商店殺人事件の目撃者） - 鷲尾真知子
- 藤堂明（暴力団「鷲羽組」組長） - 山田純大
- 広岡健吉（警視庁深幸警察署 刑事・18年前失踪後、薬物の過剰摂取により死亡） - 清水宏
- 鍋島勇治（警視庁深幸警察署 署長・18年前は警視庁深幸警察署 刑事課長） - 新納敏正
- 江口豪（元暴力団「鷲羽組」構成員） - 潟山セイキ
- 馬宮幸一（九頭竜商店 店主・18年前刺殺） - 須間一也
- 下村仁（18年前に深幸商店街で商売をしていた男性） - 岸博之
- 馬宮京子（馬宮の妻・18年前刺殺） - 中田優子
- 紺野（交番巡査・青山新の元同僚） - のぶ
- 馬宮和文（バッティングプラザ「Big Spring」センター長・馬宮と京子の息子） - 金子岳憲

### Season5（2019年）
第1話「再集結!! 最強チームが挑む謎…7日連続殺人事件からの挑戦状」、第2話「7日間の連続殺人に隠された秘密―"忘れられし冤罪事件"」
- 加賀昭一（産業廃棄物処理作業員・元区役所職員・皐月の父） - 勝野洋
- 高岡学（東京地検 検事） - 矢島健一
- 渡辺郁夫（東京地検 検事） - 小松和重
- 笠松望（ゲームプログラマー・皐月の婚約者） - 三浦誠己
- 本郷健一（国会議員・元弁護士） - 賀集利樹
- 加賀美枝子（皐月の母・加賀の元妻） - 岡まゆみ
- 加賀皐月（穂乃花殺害の容疑者・冤罪を訴え獄中自殺） - 田中美晴
- 大貫敦（警視庁七蔵警察署 巡査部長） - 金橋良樹
- 間宮静香（クラブ「明凛」経営者） - 平塚千瑛
- 川北真琴（皐月の高校の同級生） - 黒木晴香
- 坂本洋太（警視庁七蔵警察署 刑事） - 玉熊直人
- 佐藤穂乃花（3年前にホテルニューアルカイドで絞殺されたホステス） - 梛野里佳子
- 三島保（個人タクシー運転手） - 岩鬼安武
- 川北勇一（真琴の夫） - 大河原啓介（第1話のみ）
- 大貫和子（大貫の妻） - 森谷ふみ（第1話のみ）
- 三島理恵（三島の妻） - 斉木きょうこ（第1話のみ）
- 渡辺由美（渡辺の妻） - ホーチャンミ（第2話のみ）
- レナ（クラブ「明凛」ホステス） - 竹内渉（第2話のみ）

第3話「消えた死体の謎…！―鍵を握る4年前の"ある失踪"の秘密」
- 田宮映子（スナック「Sand Moon」経営者） - 櫻井淳子（18歳：小田垣陽菜）
- 神崎裕一（飲食店「Bellissimo」経営者） - 浜田学
- 中原由莉（料理教室経営者） - 池津祥子
- 神崎美穂（神崎の妻） - 瀬戸カトリーヌ
- 山下栞（4年前の豊島区OL失踪事件の被害者） - 咲坂実杏（10歳：長村茉祈）
- 山下早苗（栞の養母・山下の妻） - 星ようこ
- 山下崇（大手家具メーカーの会長・栞の養父） - 筒井巧

第4話「悪魔にとりつかれた家族―ある死刑囚からの告白」
- 増沢育子（瀧谷高等学校 美術教師） - かとうかず子
- 木下和成（木下和成法律事務所 弁護士） - 長谷川朝晴
- 富岡忠司（3年前に海老沢が逮捕した東京拘置所の死刑囚） - 芹澤興人
- 池添貴久（俊也の父） - 八十田勇一
- 野田晴美（野田弘の妻） - 今村美乃
- 田所伸介（工場の社長・洋一の弟） - 藤岡正明
- 池添久美（俊也の母・貴久の妻） - 渡辺杉枝
- 池添俊也（瀧谷高等学校 生徒） - 竹田光稀
- 田所洋一（信一の父・1年前に青酸カリで一家心中） - 古川康
- 田所史恵（信一の母・洋一の妻・1年前死亡） - 二木咲子
- 田所信一（瀧谷高等学校 生徒・1年前死亡） - 加藤峻也
- 太田宏（育子の教え子） - 村越亮太

第5話「天樹の命を救えー！タイムリミットは24時間、休日の惨劇」
- 宗片幸一（立てこもり犯・宗片工務店 社長） - 大地康雄
- 佐々岡弘介（高級高齢者施設「グレートフォレスト多摩」理事長） - 上杉祥三
- 真中邦夫（蒲田中央警察署刑事課 警部補） - 天宮良
- 荒岩勇次（アイーズ都市開発 社長） - 松尾英太郎
- 宗片あけみ（高級高齢者施設「グレートフォレスト多摩」介護士・宗片の娘・1年前殺害） - 夢宮加菜枝（幼少期：山城沙羅）
- 坂木圭太（宗片工務店 大工見習い・あけみの婚約者・1年前死亡） - 湯川尚樹
- 高橋（人質・ダイナー「グッドマンズ」店長） - 剣持直明
- 末次隆文（人質） - 山中雄輔
- 友井弘樹（友井ハウジング 社長） - 西沢仁太
- 柳井牧子（人質・柳井の妻） - 井口恭子
- 柳井智之（人質） - 山田登是
- 大野春子（高級高齢者施設「グレートフォレスト多摩」入居者） - 今本洋子
- 大野明夫（春子の息子） - 福田佑一郎
- 石川節子（坂木の叔母） - 比佐廉
- 前田凜（高級高齢者施設「グレートフォレスト多摩」介護士） - 松永渚
- 取手（バーテンダー） - 稲健二
- 梶真由美（人質・ダイナー「グッドマンズ」店員） - さいとうえりな
- 宮本洋子（人質・末次の恋人） - 七海天音
- 扇原博光（人質・ダイナー「グッドマンズ」店員） - 榎本桜
- 西園茂（不動産仲介業者役の園田・八重樫組 組員） - 金海用龍

第6話「警察人生初めての黒星―交差点信号機に隠された母娘の秘密」
- 竹沢茜（瞳の母） - とよた真帆（幼少期：川田秋妃）
- 大田黒敬一（新安電業 社長・元巡査部長） - 菅原大吉
- 和田幸雄（フリーライター・10年前に衝突事故を起こした加害者） - 加藤虎ノ介
- 池松亮（湘北警備保障 警備員） - 安達健太郎
- 竹沢瞳（遷延性意識障害の入院患者） - 若柳琴子（6歳：竹井梨乃）
- 河村和子（フレットプラム医科大学病院 看護師） - 菅井玲
- 八重樫慎吾（週刊誌の副編集長） - 九代目坂東彦三郎
- 竹沢繁之（瞳の父・茜の夫・10年前ベランダから飛び降り自殺） - 倉田昭二
- なお（スーパーの娘） - 金子莉彩

第7話「被害者は2度殺された!? 国境を越える死亡時刻の謎」
- 金田健太郎（元生物物理学者・健介の祖父・堂本俊太郎の親友） - 清水綋治（少年期：戸井田竜空）
- 谷沢果鈴（健介の恋人） - 黒川智花
- 松永修一（IT企業「PIN3 APPLICATIONS」経営者） - 生島翔
- 尾中勝也（松永の共同経営者） - 阿部亮平
- 春日正人（清掃業「竹澤商会」従業員） - 細山田隆人
- 松永真由美（松永の妻・元恋人の春日からストーカー被害を受けている） - 片山萌美
- 金田健介（10年前にシドニー郊外で起きた未解決殺人事件の被害者） - 伊東潤
- 木下香織（IT企業「PIN3 APPLICATIONS」秘書） - 渡辺舞
- 松永愛美（松永と真由美の娘） - 上田莉愛

第8話「その人は本当に警察官ですか？―"なりすまし男"衝撃の正体」
- 菅原充子（アポ電詐欺の被害者） - 赤座美代子
- 一戸琢也（警視庁堀ノ塚警察署地域課 元巡査・偽名「工藤」） - 金井勇太
- 森川京一郎（長津市副市長） - 桜木健一
- 津島卓（長津市役所高齢者支援課 課長） - 山崎画大
- 元宮洋祐（札付きのワル） - 佐野弘樹
- 高野（警視庁堀ノ塚警察署地域課 署員） - 林和義
- 馬場（元宮の仲間） - 安藤勇雅
- 岩倉祥子（アポ電詐欺の被害者〈未遂〉） - 川越たまき
- 坂田明（アポ電詐欺の被害者〈未遂〉） - 岡橋和彦

第9話「時を超える2つの"毒"―71年前の毒殺に隠された驚愕の事実」
- 小野田金治（寝たきり老人） - 品川徹（71年前：上川周作）
- 松井章（現代アーティスト） - 須賀貴匡
- 吉井理（訪問介護センター「いのちの木」有期雇用契約社員） - 清水尚弥
- 貴田竜介（企業コンサルタント） - 尾崎右宗
- 平原正通（テンペラ画家・71年前の帝金事件の容疑者） - 奥瀬繁
- 村野真（エンジェル投資家） - かないしゅう
- パイン・ウェル（進駐軍の少尉） - スティーブン・アシュトン

最終話「サヨナラ専従捜査班"最期の事件"―敵はなんと、かつての仲間!?」
- 山口敏也（外務省外務審議官） - 橋本じゅん
- 佐伯健吾（フリースクールあさがお学園 代表・元外交官） - 遠山俊也
- 沖野恵子（スナック「恵子」経営者） - 冨樫真
- 岡崎誠（無職・元海外コーディネーター） - 井上康
- 水沢徹（警視庁捜査一課 刑事） - 津村和幸
- 濱田涼太（銀行員） - 竹内和彦

### Season6（2020年）
第1話「変わる時代に、守るべき笑顔がある－最強の7人が帰ってくる！」、第2話「3連続誘拐殺人のヒミツ－鉄壁のアリバイと復讐」
- 大河内貞夫（遥の父） - 升毅（S6最終話〈回想〉）
- 原田國宏（雅史の父） - 阿南健治（S6最終話〈回想〉）
- 小林孝之（教育委員会教育長） - 不破万作（S6最終話〈回想〉）
- 加山一彦（警視庁総務課庶務係・巡査長） - 笠原秀幸（S6最終話）
- 高木慎一郎（法務大臣・元検察官） - 金子昇
- 河本春夫（警視庁総務課庶務係・警部補） - 難波圭一
- 大河内遥（1年前に首吊り自殺した女子大生） - 大串有希
- 加倉井陽一（政務官） - 片山謳歌
- 原田雅史（5年前に殴り殺された新都心大学の2年生） - 三浦和也
- 小林優菜（2番目に誘拐された小学2年生・小林の孫） - 黒木咲奈
- 岸川学（1番目に誘拐された子供・高木と愛人の息子） - 岡本士門
- 木下真子（3番目に誘拐された子供・木下の孫） - 三浦あかり
- 宮島辰馬（警視庁捜査一課 係長・海老沢の知り合い） - 榊英雄（第1話のみ）
- 杉野正（移送トラックの襲撃犯） - 所博昭（第1話のみ）
- 田上信二（移送トラックの襲撃犯） - 西沢智治（第1話のみ）
- 山岡（高木大臣の秘書） - 筒井萌子（第1話のみ）
- 小林梨花（優菜の母） - 徳川ミキ（第1話2話）
- 本条健一（美和の父） - 正名僕蔵（第2話のみ・最終話〈回想〉）
- 木下幸二（秀栄大学 教授） - 藤田宗久（第2話のみ）
- 村上雅人（3年前に美和を刺殺した男） - 平田雄也（第2話のみ）
- 本条美和（3年前に刺殺されたフリーター） - 花奈澪（第2話のみ）
- 竹中（元売人） - 榎本桜（第2話のみ）

第3話「消えた女スパイ！7人の潜入捜査と恐怖のXデー」
- 釜本久志（NPO法人「WIND」代表） - 篠井英介
- 室井沙織（「田中玲子」という偽名でWINDの事務局秘書として潜入捜査をしている公安のS） - 佐藤寛子（S6最終話〈回想〉）
- 中西由紀夫（未来開発エネルギー研究所 所長） - 冨家規政
- 近藤雅美（NPO法人「WIND」事務局） - 片岡京子
- 坂上孝（海運会社「光雲」社長） - 増澤ノゾム
- 皆川（海運会社「光雲」従業員） - 谷川昭一朗
- 室井道子（沙織の母） - 立枝歩（S6最終話〈回想〉）
- 日高聡（2年前にWINDを辞めた元事務員） - ノモガクジ
- 山田和彦（未来開発エネルギー研究所 庶務・偽名「安西清」） - 酒井貴浩

第4話「名前のない誘拐犯の正体－残されたバツ印と声を失った少女」
- 朝倉佑二（ツバメ清掃 従業員・本名は「矢木俊平」で元美術の非常勤講師） - 田中幸太朗
- 沼田正樹（江東区中央児童相談所の児童福祉司） - 濱津隆之
- 佐伯康夫（都立江東第一高校 校長・奈緒の元担任） - 清水昭博
- 望月奈緒（5年前に刺殺された高校3年生） - 中村守里
- 松原武（料理屋店主・北野の同級生） - 柴田明良
- 柴田茜（スナック店員） - 中島菜穂
- 柴田凛（誘拐された茜の娘） - 鈴木結和
- 森川綾（奈緒の高校時代の同級生） - 真崎かれん
- 北野悟（5年前に歩道橋から転落死した無職の男） - 泉知束

第5話「夏だ！キャンプだ！刑事たちの休日！3人消える伝説の村の謎」
- 野上康二（井上和美の父・元生物化学の講師） - 勝部演之
- 野上悦世（井上和美の母・康二の妻・元看護師） - 田岡美也子
- 戸沢博之（熾杜高原ライジングヴィレッジのオーナー） - 村松利史
- 清田澄子（キャンプ場の隣人） - 宍戸美和公
- 笹沼一平（ソロキャンパー・偽名「桜咲薫」） - 内野謙太
- 山波智喜（とうれい未来大学ミステリー研究会 部長） - 深澤嵐
- 佐々木愛菜（とうれい未来大学ミステリー研究会 部員） - 大久保桜子
- 神保佐知江（とうれい未来大学ミステリー研究会 部員） - 杏花
- 川崎慶吾（とうれい未来大学ミステリー研究会 部員） - 安田啓人
- 江田真司（とうれい未来大学ミステリー研究会 部員） - 高尾悠希

第6話「逃亡者・青山新－絶体絶命、殺人容疑の仲間を救え！」
- 一色朱子（スナック「ルメン」店員・青山と同じ施設の出身） - 野波麻帆
- 今野誠司（警視庁捜査一課7係・警部補） - 大浦龍宇一（S6最終話〈回想〉）
- 羽井哲（管理官） - 伊藤洋三郎
- 百田浩二（情報屋） - 河合郁人
- 井鳥一馬（2年前の重要参考人） - 川原一馬
- 一色橙花（2年前の被害者でその後飛び降り自殺・朱子の娘） - 三木理紗子（幼少期：静莉子）
- 村木舞（スナック「ルメン」ママ） - 西丸優子
- 西園寺（朱子の主治医） - 吉田幸矢

第7話「災禍－黒い陰謀のタワーマンションの秘密」
- 西村健一（ホームレス） - 斉木しげる
- 鈴木茂（タワーマンション「ハイライズタワーA」の理事長・個人投資家） - 有福正志
- 佐藤和子（タワーマンション「ハイライズタワーA」の入居者） - 赤間麻里子
- 田中実（タワーマンション「ハイライズタワーA」の元入居者・元大学准教授） - 六角慎司
- 高橋清（タワーマンション「ハイライズタワーA」の入居者・会社経営者） - 増田修一朗
- 佐藤光（和子の息子） - 宇都宮太良
- 加藤（刑事） - 森準人

第8話「検察側の証人・天樹悠－"血染めのピエロ殺人事件"法廷バトル」
- 片瀬壌（検事・笠森の息子） - 渡辺大（5歳：白髭善）
- 本多拓也（弁護士） - 宮川一朗太
- 谷内田康平（警備員・谷内田の息子） - 佐野岳
- 笠森昭三（25年前に射殺された強盗犯） - 古河耕史
- 石崎明美（石崎の妻） - 理絵
- 松野貴司（芽衣実の夫） - 大橋典之
- 大山幸代（3人目の被害者・主婦） - 真下有紀
- 松野芽衣実（1人目の被害者・保育士） - 久保瑠佳
- 石崎陽之（2人目の被害者・商社マン） - 諌山幸治
- 谷内田浩司（被告人・3年前に定年退職した元警察官） - 大和田獏

最終話「ついに黒幕が明かされる…!殺人電話が告げた“最後の裁き"」
- 宮田達彦（弁護士・八代と真美の高校の同級生） - 木村了
- 松尾夏恵（14年前に転落死した道上慎之助と内縁関係の女性） - 荻野友里
- 須藤陽子（児童養護施設「聖花園」シスター） - 香寿たつき
- 山寺郁子（2019年11月22日に現金窃盗事件の被疑者として逮捕された元介護士） - 横内亜弓
- 梶原（山梨県警 刑事） - 森永徹
- 中村隆弘（2017年4月8日に痴漢容疑で逮捕された元会社員） - 筒井俊作
- 八代正（暴力団「八重樫組」構成員） - 小橋川建
- 秋山真美（後妻業の女） - 東亜優

### Season7（2021年）
第1話「再始動 7人に仕掛けられた…殺人ゲーム!?7年目の急展開!?」
- 多々良和樹（警視庁刑事部捜査第一課七係 班長） - 平山浩行（S7第2話）
- 奈々見（警視庁刑事部捜査第一課七係 刑事） - 関めぐみ（S7第2話）
- 代々木（警視庁刑事部捜査第一課七係 刑事） - 内倉憲二（S7第2話）
- 等々力（警視庁刑事部捜査第一課七係 刑事） - 平野貴大（S7第2話）
- 須々川（警視庁刑事部捜査第一課七係 刑事） - 鶏冠井孝介（S7第2話）
- 田山邦夫（窃盗の常習犯） - 有薗芳記
- 佐々本（法医学者） - 津村知与支
- 国村誠司（ホームレス・国村電工 元社長） - 佐伯新
- 吾妻隆一（スポーツ用品店の店員） - 山岸門人
- 緒方大（指定暴力団「迅嶺会」構成員） - 秀光
- 萌香（ホステス） - 木原ゆい
- ジュナ（女子高生） - 小林紗良
- 雨宮光喜（都議会議員） - 宇梶剛士

第2話「VSデジタル捜査!?…一家殺人を暴く一枚の絵」
- 浅倉悟（譲と雪の次男） - 今井悠貴
- 小祝哲郎（小祝法律事務所 弁護士） - 矢崎広
- 佐野和葉（悟の同棲相手・妊婦） - 野村麻純
- 椛島一生（ネット通販会社「Cavalier Shopping Life」代表） - 越村友一
- 浅倉楓（譲と雪の長女・10年前絞殺） - yukino
- 浅倉譲（弁護士・10年前刺殺） - 加門良
- 浅倉雪（譲の妻・10年前刺殺） - 中井理恵
- 浅倉司（譲と雪の長男・10年前刺殺） - 鬼倉龍大
- 谷中（囚人） - 佐藤仁
- 平原（吾妻の高校の同級生） - 長尾卓也
- 松倉（小祝の知り合い） - 谷沢龍馬

第3話「解剖医の執念!?20年隠された毒キノコ時間トリック」
- 橘美加（研修医・神原の娘） - 阿部純子
- 神原雅也（宮城県警白石中央警察署 元刑事・20年前失踪） - 葛山信吾
- 高橋博（宮城県警白石中央警察署 刑事） - 半海一晃
- 西沢聖子（達也の母） - 滝沢涼子
- 山崎勝利（傷害と恐喝の前科者・偽名「太田宏」） - 向野章太郎
- 徳井明彦（慶命館大学 教授） - 安部賢一
- 熊谷智（大学生） - 緒形敦
- 小野寺雄二（闇金業者・20年前フグ毒で死亡） - 殺陣剛太
- 黒田（タクシー運転手・元キャバクラ店長） - 田中啓三
- 西沢達也（大学生・半年前毒キノコを食べ死亡） - 鷲頭青

第4話「交渉人は…世界一不運な刑事!?熱帯夜の立てこもり」
- 登戸和馬（逃走中の遁刑者） - 味方良介
- 魚住隆佑（管理官・海老沢の警察学校の同期） - 前川泰之
- 鶴川あずみ（認可外託児所「スマイルよつば」経営者） - 梶原ひかり
- 小池守（圭人の義父） - 鈴之助
- 友永三郎（投資会社「インベストフレンズ」代表取締役） - 金井成大
- 氏家正雄（ビルの大家） - 諏訪太朗
- 松木志保（認可外託児所「スマイルよつば」保育士） - 我妻三輪子
- 小池圭人（託児所の児童） - 番家天嵩
- 佐々木理恵（アナウンサー） - 曽田麻衣子
- 戸田（投資会社「インベストフレンズ」社員） - 鬼塚俊秀
- 長峰（登戸の高校時代の同級生） - 松村遼
- 佃（ビルの住人） - 和知大祐
- 並木理人（託児所の児童） - 髙橋輝
- 清水樹里（託児所の児童） - 牧田花

第5話「消えた3人の女子高生と刑事達の危険すぎる休日!?」
- 芝山勇介（黒川大学理工学研究科 学生・静香の家庭教師） - 須賀健太
- 島田圭佑（水田がマッチングアプリで知り合った男性） - 天野浩成
- 乃間浩輔（ファミレス「キャンティ・クアトロ・シェルクラブ」店長） - 吉田ウーロン太
- 久保悠司（黒川大学理工学研究科 学生） - 桜木那智
- 永川伸之（詐欺グループ「ドミノ」幹部） - 岩上隼也
- 赤木愛梨（朝山美央のクラスメイト・ファミレス「キャンティ・クアトロ・シェルクラブ」アルバイト） - 越後はる香
- 市川美紗子（静香の母） - 渚あき
- 市川静香（1件目の失踪した女子高生・私立本宮東高等学校 生徒） - 北澤舞悠
- 藤岡夏枝（チワワを飼っている老婆） - 泉晶子
- 赤木宣子（愛梨の母） - 柴山智加
- ゆうきゅん（カップル） - 平川慎之介
- ゆかちゅ（カップル） - 森岡里世
- 菊池由佳（2件目の失踪した女子高生） - 森永さくら
- 野村侑子（3件目の失踪した女子高生） - 佐藤菜奈子

第6話「半落ち…1冊の絵本が解く見えない真実」
- 笹井誠（10年前に青山に逮捕された被疑者） - 佐藤祐基
- 小村理乃（実家の花屋を手伝いながら公民館で朗読のボランティア活動） - 小島藤子
- 尾原喜一郎（不動産業者） - 春海四方
- 畑中篤史（公民館職員） - 山本浩司
- 塩崎大吾（資産家） - 藤本浩二
- 雅代（尾原家の家政婦） - 吉本選江
- 松原（工場の社長） - 滝裕二郎
- 唐沢潤也（10年前の笹井の共犯者） - 長谷川祐之
- 塩崎沙織（大吾の妻） - 島津尋
- 室井実花（水商売の女性） - 水嶋ミナ
- 塩崎勇気（大吾と沙織の長男・10年前死亡） - 平松來馬

第7話「vs真夏の完全犯罪計画…富豪の死と騙し合いゲーム」
- 西園寺大輔（和子の息子を名乗っている男・本名「中村大輔」） - 近藤公園
- 佐藤愛（西園寺家の家政婦・結婚詐欺師） - 水崎綾女
- 西園寺和子（西園寺家の主人） - 新海百合子
- 西園寺清（西園寺家の前主人・故人） - 麻生敬太郎
- 鈴木幸子（西園寺家の家政婦） - 中田喜子

第8話「14年越しの挑戦状…犯人は刑事のルームメイト…!?」
- 伊藤優（野々村の警察学校時代の同期で今はルームメイト・伊藤美紗子の息子） - 松倉海斗（12歳：徳山凜響）
- 粟田行雄（スーパー「ライフプライス」従業員） - 徳井優
- 朝井茂（スーパー「ライフプライス」元店長） - 螢雪次朗
- 朝比奈舞（優の妹・伊藤美紗子の娘・14年前屋上から転落し昏睡状態） - 石川瑠華（7歳：木村日鞠）
- 朝比奈努（伊藤美紗子の再婚相手） - 小久保丈二
- 朝比奈葵（努の娘） - 臼井萌音
- 三浦剛士（黒燿組 構成員） - 剣持直明
- 矢吹宝太郎（14年前の事件の容疑者） - 山内圭哉

最終話「7年目の真実…天樹悠、初の失敗」
- 春日部将司（清掃会社「中根クリーン」従業員・元歯科技工士） - 村井國夫
- 山辺伊織（春日部の息子・本名「春日部武司」） - 福士誠治
- 新島賢治（清掃会社「中根クリーン」従業員） - 広田亮平
- 三条学（フリーライター） - 片岡信和
- 中尾翔平（協和堂大学 学生・茉由の恋人） - 川合諒
- 笠松雄也（茉由の元恋人） - 武藤賢人
- 重野茉由（協和堂大学 学生） - 横倉麗奈
- 江川奈美（大学生） - 西山なずな
- 長村忠雄（25年前の「かみつきジャッカル事件」の被疑者・逮捕後に留置場内で自殺） - 鋼鐡男
- 中根誠（清掃会社「中根クリーン」社長） - 山口良一

### Season8（2022年）
第1話「エリート新人VS容疑者2000人!!」
- 対馬良介（衆議院議員・元保険会社役員） - 長谷川初範
- 清宮隆太（宅配サービス「デリバー部」配達員・元飲食店勤務） - 夙川アトム
- 桑原正純（SNS運営会社「コーンスターチ」代表） - 武田航平
- 松尾丈一郎（結婚詐欺師） - 坪倉由幸
- 田代公康（イベント会社社員・2か月前刺殺） - 本間剛
- 田代絹子（公康の母） - 勝倉けい子
- 青柳道夫（帝政大学 教授） - 岡安泰樹
- 庄司雅子（SJMトレーディング 経営者・1週間前刺殺） - 千咲としえ
- 笠井愛美（キャバ嬢） - 和田瞳
- 村瀬泰代（保険外交員・故人） - 森根三和
- 佳代（松尾の恋人） - 間瀬永実子

第2話「新人刑事VS解剖医…2つの遺体の優先順位」
- 佐伯真弓（堀尾一郎の姉） - 杉田かおる
- 堀尾一郎（ホームレス） - 長谷川朝晴
- 高梨小次郎（アパート管理人） - 柏原収史
- 松宮真一（不動産会社「Shiny home」代表） - 古澤蓮
- 征木健也（不動産会社「住まいるフェイス」経営） - 小久保寿人

第3話「犯行現場にUFO!? 唯一の目撃者は…オオカミ少年?」
- 安西満（守木小学校 管理作業員） - 村田雄浩
- 森岡哲也（不動産の営業） - 冨田佳輔
- 園田一美（星也の里親） - 吉沢梨絵
- 春日誠（自動車修理工場従業員・磯村の不良仲間） - 古野陽大
- 安西明日香（満の娘・5か月前自殺） - 宮下かな子
- 園田星也（守木小学校 児童） - 平野絢規
- 島田彩子（看護師長） - 結城さなえ
- 磯村正彦（札付きのワル） - 宮澤佑
- 篠塚益美（星也の実母・1年前病死） - 今村祥佳

第4話「映画撮影中に人気俳優が死亡－容疑者は335人!?」
- 町村尊（東演東京撮影所 清掃員） - 大高洋夫
- 川浦善樹（東演 映画プロデューサー） - 片桐仁
- 及川作郎（映画監督） - マギー
- 三宅武史（映画監督） - 山中聡
- 関山祐一（監督補） - 宮崎吐夢
- 朴美陽（宝映画 映画プロデューサー） - 宍戸美和公
- 濱田梨沙（女優） - 三津谷葉子
- 巻乃竜也（俳優） - 八神蓮
- 葛本大翔（サード助監督） - 田中偉登
- 栗原純夏（半年前にオーバードーズで死亡した役者の卵） - 坂口風詩
- 吉川清子（東演東京撮影所 食堂スタッフ） - 星野園美
- 出井良子（栗原純夏の友人） - 大串有希
- 青柳（防犯カメラの映像を提供した主婦） - 尾崎舞

第5話「ロビン、初の潜入捜査! 怪しい介護施設に潜む殺人犯!?」
- 藤宮功（「ドクダミ園」入所者・元警察官） - 西岡德馬
- 友田重治（「ドクダミ園」入所者） - 田山涼成
- 布川美冬（「ドクダミ園」介護士） - 山下リオ
- 赤塚勝（「ドクダミ園」警備担当） - 吉田健悟
- 菅井真美（スポーツジムのインストラクター） - 滝裕可里
- 井手穂香（「ドクダミ園」介護士） - 柳美稀
- 梅田翔也（スポーツジムのインストラクター） - 神田穣
- 早田和也（警視庁捜査一課 刑事） - 福井博章
- 箭内こずえ（梅田翔也が大学時代にバイトをしていたカフェ店主） - 行平あい佳
- 野間静子（「ドクダミ園」入所者） - 松原智恵子

第6話「新人刑事に自白強要疑惑が!? 部下を守れ！ 片桐孤高なる独自捜査!!」
- 桑井茂（文部科学省 大臣官房参事官） - 駿河太郎
- 藤島夕美（小料理「夕美」女将） - 雛形あきこ
- 鷲尾英彦（小料理「夕美」の客） - 渡辺正行
- 横崎孝志（フリーター・村富の元私設秘書） - 日向丈
- 村富耕一郎（文部科学大臣） - 森岡豊
- 近藤義治（上進ゼミ経理部 社員・ブライトスタディ経理部 元社員・路敏が先月傷害致死容疑で逮捕） - 松田洋治
- 鶴澤守（文部科学省 事務次官） - 篠塚勝
- 巻大吾（フリーライター・先月階段から転落死） - 林和義
- 時川雄二（成祥大學 教授） - 川崎賢一
- 矢代由佳（成祥大學時川ゼミ生） - 中尾百合音
- 谷山（帝東新聞政治部 編集長） - 真山章志
- 藤島颯太（成祥大學経済学部3年・夕美の息子） - 藍沢晃多

第7話「天樹、執念の捜査! 家庭を壊した父の最期は…」
- 西野晃（信二と清美の息子） - 柾木玲弥（少年期：渡邉斗翔）
- 中山信二（信晃産業 社長・13年前不倫相手を殺害し6年前出所） - 池田成志
- 西野清美（スーパー店員・中山信二の別れた妻） - 中島ひろ子
- 山尾寛（経営コンサルタント・京子の夫） - 村杉蝉之介
- 井出秀子（山尾寛のアシスタントかつ愛人） - 加藤理恵
- 山尾京子（小料理屋の女将） - 加茂美穂子
- 佐野武志（中山信二の同僚） - 松本こうせい

第8話「山奥に監禁された若き刑事…犯人は誰!? 死の人狼ゲーム開幕!」
- 小柳忠夫（早智の父親で山岳写真家） - 田中要次
- 飯田宏和（加世田大学の登山サークル時代の早智の仲間・弁護士） - 古原靖久
- 杉浦優花（加世田大学の登山サークル時代の早智の仲間・大学院生） - 逢沢りな
- 石橋淳太（加世田大学の登山サークル時代の早智の仲間・八ツ井商事勤務） - 碓井将大
- 岡部雄大（加世田大学の登山サークル時代の早智の仲間・和菓子職人） - 海老澤健次
- 島真帆（加世田大学の登山サークル時代の早智の仲間・旅行会社経理部） - 小島梨里杏
- 小柳早智（旅行会社経理部・6か月前ナイトハイクで山道から転落して死亡） - 森田涼花

第9話「禁断…天樹に迫る謎の美女! 殺人屋敷に棲む女<容疑者>」
- 篠宮由美（篠宮武の妻） - 観月ありさ
- 篠宮武（資産家） - 陰山泰
- 玉木美津子（篠宮家の家政婦） - 大島蓉子
- 田上洋輔（篠宮家の顧問弁護士） - 若林久弥
- 財前和馬（篠宮家の庭の手入れを行う庭師） - 野村祐希

最終話「路敏の秘められた過去が明らかにー12年前の未解決事件再び」
- 山岸正武（警視庁蒲田中央警察署地域課・池上4丁目交番 巡査部長） - 鶴見辰吾
- 古市潤（臨海公園管理会社の清掃員・偽名「土井和彦」） - 遠山俊也（整形前：赤木耀）
- 小清水祐人（警視庁東八王子警察署・継続捜査班 刑事） - 弓削智久
- 北川健人（警視庁東八王子警察署・継続捜査班 刑事） - 松田賢二
- 前迫彰（警視庁・捜査一課長） - 井上肇
- 近藤良介（警視庁蒲田中央警察署地域課・池上4丁目交番 警官） - 槙尾ユウスケ（かもめんたる）
- 羽田守雄（警視庁東八王子警察署地域課・月沼2丁目交番 巡査長・12年前に殺害） - 高島豪志
- 古市俊哉（古市外科医院 院長・古市潤の父親） - 石田登星
- 古市留美（古市潤の母親） - 一谷真由美
- 柳沼悠也（戸籍売買ブローカー） - 堀源起
- 羽田美紀子（羽田守雄の妻） - 澁谷晶己
- シゲチン（ホームレス） - 渡荘太

### Season9（2023年）
第1話「始まり」
- 宝来正道（フリーライター） - 西川瑞（S9第2話・最終話）
- 小倉（ラーメン屋の店主・下松譲の警察時代の後輩） - 西本竜樹
- 久保（株式会社TN測量設計 専務） - 吉見幸洋

第2話「約束」
- 伊地知（宝来の探偵事務所に勤めていた男） - 山川ありそ

第3話「疑惑」
- 池添鞠子（清太郎の妻・一雄の母） - 丘みつ子
- 池添一雄（無職） - 有薗芳記
- 近藤直也（良和の後輩） - 大下ヒロト（S9第6話・第7話）
- 宮本良和（窃盗の前科者） - 成田瑛基
- 佐野博（鑑識） - 和田慶史朗
- 佐々木秀美（病院の医師） - 見方あゆ実
- 池添清太郎（東亜経済大学 教授・一雄の父） - 津嘉山正種

第4話「正義」
- 福地陽子（家政婦・半年前獄中死） - 須藤理彩
- 関口俊介（実と陽子の息子） - 深澤嵐（S9第3話）（少年期：豊田温大）
- 末永晃（弁護士） - 朝倉伸二
- 原島隆太（原島工務店 社員・久雄の息子） - 福山翔大
- 松水誠二（松水建設 社長・8年前毒殺） - 天野勝弘
- 松水麻由美（誠二の妻・8年前毒殺） - 岡内美喜子
- 松水友加里（誠二と麻由美の娘・8年前毒殺） - 山﨑果倫
- 原島久雄（原島工務店 社長） - 上杉陽一
- 福地実（陽子の夫・5年前死亡） - 足立龍弥
- 福地幾三（福地写真館 店主・実の父） - 寺田農

第5話「告白」
- 里中聡（探偵事務所の所長・元刑事で片桐の同期） - 酒向芳
- 水島泰之（ツゴイネル産業経理部 社員） - 小松和重
- 平山亜美（大学生・痴漢の被害者） - 高田夏帆
- 鳴海修（半グレ・痴漢の目撃者） - 和田雅成
- 長田真人（亜美のストーカー） - 三浦俊輔
- 島谷由香（亜美の大学の友人） - 高山璃子
- 品川（ガールズバーの店長） - 神田青

第6話「連鎖」
- 秋下誠一郎（検事） - 浜田学（S9第7話）
- 中澤徹（判事） - 奥田達士（S9第7話）
- 原田武雄（詐欺の指示役） - 兼松若人（S9第7話）
- 阿曽（傍聴マニア） - 阿曽山大噴火
- 佐古谷（酒屋の店員・過去に井手と一緒に詐欺をしていた） - 龍輝
- 富峰正紀（お好み焼き屋「うまかもん」店主・東関東連続強殺事件の1件目の被害者） - 井上智之
- 山下綾子（俊平の妻・東関東連続強殺事件の2件目の被害者） - 澁澤真美
- 山下俊平（焼き鳥屋の店主・東関東連続強殺事件の2件目の被害者） - 荒川浩平

第7話「追憶」
- 井手芳江（井手孝也の母・12年前の大地震で死亡） - 原扶貴子
- 三沢龍介（半グレ詐欺グループのリーダー） - 宮島三郎

第8話「想夜」
- 利根川巌（利根川開発 創始者・宗一と寛二の父・故人） - 山田明郷

最終話「真実」
- 榊マリコ（京都府警科学捜査研究所 法医研究員） - 沢口靖子（特別出演）

## 用語と主要メンバー表
※ストーリー内にたびたび登場する施設・会社・組織・部署・事件名・事故名などを記す。各シーズンの主要メンバー7人は下記の表を参照。
| 各シーズンの主要メンバー7人 | 各シーズンの主要メンバー7人 | 各シーズンの主要メンバー7人 | 各シーズンの主要メンバー7人 | 各シーズンの主要メンバー7人 | 各シーズンの主要メンバー7人 | 各シーズンの主要メンバー7人 | 各シーズンの主要メンバー7人 | 各シーズンの主要メンバー7人 | 各シーズンの主要メンバー7人 | 各シーズンの主要メンバー7人 | 各シーズンの主要メンバー7人 |      |
| シーズン                    | 名前                        | 名前                        | 名前                        | 名前                        | 名前                        | 名前                        | 名前                        | 名前                        | 名前                        | 名前                        | 名前                        | 名前 |
| --------------------------- | --------------------------- | --------------------------- | --------------------------- | --------------------------- | --------------------------- | --------------------------- | --------------------------- | --------------------------- | --------------------------- | --------------------------- | --------------------------- | ---- |
| S1                          | 天樹悠                      | 片桐正敏                    | 堂本俊太郎                  | 水田環                      | 沙村康介                    | 山下巧                      | 永沢圭太                    |                             |                             |                             |                             |      |
| S2                          | 天樹悠                      | 片桐正敏                    | 堂本俊太郎                  | 水田環                      | 沙村康介                    | 山下巧                      | 永沢圭太                    | 青山新                      |                             |                             |                             |      |
| S3                          | 天樹悠                      | 片桐正敏                    | 堂本俊太郎                  | 水田環                      | 沙村康介                    | 山下巧                      |                             | 青山新                      |                             |                             |                             |      |
| S4                          | 天樹悠                      | 片桐正敏                    | 堂本俊太郎                  | 水田環                      |                             |                             | 海老沢芳樹                  | 青山新                      | 野々村拓海                  |                             |                             |      |
| S5                          | 天樹悠                      | 片桐正敏                    | 堂本俊太郎                  | 水田環                      |                             |                             | 海老沢芳樹                  | 青山新                      | 野々村拓海                  |                             |                             |      |
| S6                          | 天樹悠                      | 片桐正敏                    | 堂本俊太郎                  | 水田環                      |                             |                             | 海老沢芳樹                  | 青山新                      | 野々村拓海                  |                             |                             |      |
| S7                          | 天樹悠                      | 片桐正敏                    | 堂本俊太郎                  | 水田環                      |                             |                             | 海老沢芳樹                  | 青山新                      | 野々村拓海                  |                             |                             |      |
| S8                          | 天樹悠                      | 片桐正敏                    | 堂本俊太郎                  | 水田環                      | 坂下路敏                    |                             | 海老沢芳樹                  | 青山新                      | 野々村拓海                  |                             |                             |      |
| S9                          | 天樹悠                      | 片桐正敏                    | 堂本俊太郎                  |                             | 坂下路敏                    |                             | 海老沢芳樹                  | 青山新                      | 野々村拓海                  |                             |                             |      |

警視庁刑事部捜査第一課12係
一度配属されたら二度と表舞台に戻ることはできない、刑事の墓場とも揶揄される部署。後述の通り毎シーズンのように度々解散や再結集・再編を繰り返す状態にあり、部署名もその都度変動している。
別動捜査隊
警視庁刑事部捜査第一課12係の現・旧メンバーたちの総称。
第11方面本部準備室
犯罪が激増する東京臨海エリアを専従捜査する部署。室長は片桐、係長は沙村。この第11方面本部準備室時代に、マリンサイドスクエア改装崩落事故の真相、そして長らくチームを苦しめていた黒幕がメンバーの1人であった山下という事実が判明し、2017年9月に班は解散となった。
専従捜査班
警視庁刑事資料係と捜査第一課12係の合同チームとして、2018年7月に結成されたチームだったが、複雑化する凶悪犯罪を迅速に解決するために、刑事資料係長・片桐を班長に、海老沢を主任として2019年7月1日に正式に発足。組織にとらわれずに独自の判断で自由に捜査でき、司法取引の権限も与えられた警視庁独自の正式な組織で、超凶悪犯罪と難解な未解決事件に特化し早期解決を目指す警視庁独自の部署。
2021年4月、警視庁内に保存されていた全ての捜査資料のデータ化が完了。それに伴い、専従捜査班および刑事資料係は解散（S6からS7の間）。
特別捜査係 → 新専従捜査班
一旦は解散し、所属もバラバラとなっていた元専従捜査班のメンバーを再結集し、片桐を係長として2021年7月に発足。
事務所は「警視庁第七分庁舎」内に設置。
S7第3話から名称が「新専従捜査班」に変更されているが、事務所のドアは「シン・専従捜査班」と表記されている。
0-A
0-Aは警視庁内にある捜査資料のひとつで、データ化の必要のない解決済みの事件や事件性のない事故事案の資料。
警視庁内の0-A以外の全ての捜査資料（ナンバー1〜631）のデータ化に伴い、紙の資料は倉庫で一元管理する事になる。0-Aを含む全ての捜査資料を倉庫に移送中襲撃され、0-Aを何者かに盗まれる。襲撃されたことで0-A以外の捜査資料は資料係に戻される。
0-Aを盗み「謎の数字」を残してきた真の黒幕は、元管理官の道上慎之助だった。
川口 横丁婦女暴行殺人事件
1986年6月2日午前6時頃（30年前）、埼玉県川口市赤木2丁目43番5号のスナック2階の住居で窒息死した清水利沙子を発見。被疑者は当日の客で利沙子に片思いをしていた当時20歳の整備工・三窪厳。
当時の捜査関係者は埼玉県警川口警察署刑事課 北田吾郎警部、永沢圭介警部補（所属は当時のもの）。
マリンサイドスクエア改装崩落事故
2005年8月16日午後7時頃、東京都江東区明崎2-1-1で改装作業中の足場の一部が破損して落下、真下にいた天樹清と天樹聖が死亡。
江戸川区夫婦殺害事件
2013年3月4日午後8時過ぎ、東京都江戸川区にある「やまお食堂」の店主山岡紀夫と妻の夏美が殺され、食堂兼住居だった1階部分から出火し全焼。同居していた望月和沙も重傷を負う。
江戸川区夫婦殺害事件は、2013年1月17日から3月4日まで起きた「東関東連続強殺事件」の3件目の事件。
犯人の鶴見達男は快楽的な殺人が目的だったと供述。
当時の捜査関係者は下松譲、岡崎周平、里中聡、片桐正敏。
当時の法曹関係者は秋下誠一郎、中澤徹。

## スタッフ
- 脚本 - 大石哲也、八津弘幸、真野勝成、伊藤洋子、徳永富彦、森下直、吉本昌弘、和佐野健一、寺田敏雄、徳永友一、香坂隆史、吉原れい、池谷雅夫、谷口純一郎、及川拓郎、吉高寿男、保木本真也、井元隆佑、森ハヤシ、小峯裕之、小西麻友
- 音楽 - 吉川清之（S1 - S4）、奈良悠樹（S3第5話 - ）
- 監督 - 猪崎宣昭、新村良二、長谷川康、及川拓郎、兼﨑涼介、森本浩史、星野和成、安養寺工、塚本連平、大山晃一郎、宗野賢一、柏木宏紀
- プロット協力 - 寺田敏雄（S4最終話）
- エグゼクティブプロデューサー - 内山聖子[注 30]（テレビ朝日 / S2 - ）
- ゼネラルプロデューサー - 黒田徹也（テレビ朝日 / S1）、三輪祐見子[注 31]（テレビ朝日 / S1 - S6）
- プロデューサー
  - テレビ朝日 - 山田兼司（S1）、山川秀樹（テレビ朝日 / S5 - ）、貴島彩理（テレビ朝日 / S6）、秋山貴人（S7）、石田菜穂子（S8 - ）
  - 東映 - 和佐野健一（S1 - ）、丸山真哉（S2）、井元隆佑（S3 - S7）
- 制作 - テレビ朝日・東映

※放送開始当初から主題歌や挿入歌はない。

## 放送日程

### Season1
- 放送期間：2015年7月15日 - 9月9日
- 放送回数：全9回
- 第1話は30分拡大（21:00 - 22:24）。

| 放送回                                                                      | 放送日  | サブタイトル                  | 脚本     | 監督     | 視聴率 |
| --------------------------------------------------------------------------- | ------- | ----------------------------- | -------- | -------- | ------ |
| 1                                                                           | 7月15日 | 最後の時効                    | 大石哲也 | 猪崎宣昭 | 11.8%  |
| 2                                                                           | 7月22日 | 氷の殺人                      | 八津弘幸 | 猪崎宣昭 | 10.6%  |
| 3                                                                           | 7月29日 | 逃亡親友                      | 大石哲也 | 新村良二 | 09.0%  |
| 4                                                                           | 8月05日 | 忘れた男                      | 八津弘幸 | 長谷川康 | 09.4%  |
| 5                                                                           | 8月12日 | 母と息子                      | 大石哲也 | 新村良二 | 06.6%  |
| 6                                                                           | 8月19日 | 真夏の復讐殺人!? 残1時間の命  | 真野勝成 | 長谷川康 | 09.1%  |
| 7                                                                           | 8月26日 | 自首した男 容疑者0の殺人!!    | 伊藤洋子 | 新村良二 | 08.4%  |
| 8                                                                           | 9月02日 | 釈放直前!! 8990円で脱走した女 | 徳永富彦 | 猪崎宣昭 | 09.9%  |
| 9                                                                           | 9月09日 | 真っ白な遺言と10年の空白!!    | 大石哲也 | 猪崎宣昭 | 10.7%  |
| 平均視聴率 9.6%（視聴率はビデオリサーチ調べ、関東地区・世帯・リアルタイム） |         |                               |          |          |        |

### Season2
- 放送期間：2016年7月13日 - 9月14日
- 放送回数：全9回
- 第1話は15分拡大（21:00 - 22:09）。

| 放送回                                                                       | 放送日  | サブタイトル                                                 | 脚本     | 監督     | 視聴率 |
| ---------------------------------------------------------------------------- | ------- | ------------------------------------------------------------ | -------- | -------- | ------ |
| 1                                                                            | 7月13日 | 警視庁最強のスペシャリスト集団、始動！                       | 真野勝成 | 長谷川康 | 10.8%  |
| 2                                                                            | 7月20日 | 都知事特設秘書が謎の転落死!? 疑惑の8000万円の行方！          | 大石哲也 | 長谷川康 | 09.8%  |
| 3                                                                            | 7月27日 | タイムリミットは2時間…！正義のために人を殺せるか!?           | 八津弘幸 | 及川拓郎 | 11.8%  |
| 4                                                                            | 8月03日 | 警視庁捜査一課12係 永沢 殉職！                               | 真野勝成 | 及川拓郎 | 11.1%  |
| 5                                                                            | 8月10日 | なぜ仲間は死んだ？刑事たちの弔い合戦、完結編！               | 真野勝成 | 及川拓郎 | 09.8%  |
| 6                                                                            | 8月24日 | 「人間のクズ」は不必要？正義の殺人者“水曜日のHUNTER”         | 森下直   | 新村良二 | 10.5%  |
| 7                                                                            | 8月31日 | 国ぐるみのリコール隠しで殺人!? 鍵を握る“海外からの使者”      | 大石哲也 | 新村良二 | 09.8%  |
| 8                                                                            | 9月07日 | 「俺は人を殺した」死んだ男が衝撃自白！交換殺人のその先の秘密 | 伊藤洋子 | 長谷川康 | 09.0%  |
| 9                                                                            | 9月14日 | 最終決戦！連続殺人を予告する男、天樹への挑戦状！             | 徳永富彦 | 長谷川康 | 10.0%  |
| 平均視聴率 10.3%（視聴率はビデオリサーチ調べ、関東地区・世帯・リアルタイム） |         |                                                              |          |          |        |

### Season3
- 放送期間：2017年7月12日 - 9月13日
- 放送回数：全10回
- 第1話、第2話、最終話は15分拡大（21:00 - 22:09）。

| 放送回                                                                       | 放送日  | サブタイトル | ラテ欄                                                        | 脚本       | 監督     | 視聴率 |
| ---------------------------------------------------------------------------- | ------- | ------------ | ------------------------------------------------------------- | ---------- | -------- | ------ |
| 1                                                                            | 7月12日 | 開戦         | スペシャリストが東京臨海に再結集!! 史上最強の敵…決戦開幕!!    | 真野勝成   | 及川拓郎 | 11.8%  |
| 2                                                                            | 7月19日 | 最愛         | 大臣邸立て籠り事件発生!! 72時間以内に死刑囚69人を釈放せよ!!   | 真野勝成   | 及川拓郎 | 12.1%  |
| 3                                                                            | 7月26日 | 慈愛         | 消えた拳銃殺人吸血鬼は失踪した警察官!?                        | 吉本昌弘   | 兼崎涼介 | 12.7%  |
| 4                                                                            | 8月02日 | 死味         | 遺体を見て笑う男の正体!? V字の傷痕の謎!!                      | 徳永富彦   | 兼崎涼介 | 10.9%  |
| 5                                                                            | 8月09日 | 追想         | 二度死んだ男の謎!? 臨海に潜む老夫婦の秘密                     | 和佐野健一 | 森本浩史 | 10.2%  |
| 6                                                                            | 8月16日 | 家路         | シリーズ最大の謎… 12年前の妻子死の衝撃真相!! これは復讐なのか | 真野勝成   | 及川拓郎 | 13.0%  |
| 7                                                                            | 8月23日 | 因縁         | 臨海に眠る白骨遺体!? 人気女優の裏の顔と謎の男…!!              | 吉本昌弘   | 長谷川康 | 08.9%  |
| 8                                                                            | 8月30日 | 悪女         | 無差別殺人VS嘘まみれの女たちの危ない関係                      | 徳永富彦   | 長谷川康 | 10.7%  |
| 9                                                                            | 9月06日 | 血戦         | 最終決戦 死刑囚脱走!! 仲間の死衝撃の真実                      | 真野勝成   | 及川拓郎 | 10.1%  |
| 10                                                                           | 9月13日 | 正義         | 最終決戦 今夜、最愛の敵に挑む Mの正体!!                       | 真野勝成   | 及川拓郎 | 12.6%  |
| 平均視聴率 11.3%（視聴率はビデオリサーチ調べ、関東地区・世帯・リアルタイム） |         |              |                                                               |            |          |        |

### Season4
- 放送期間：2018年7月11日 - 9月12日
- 放送回数：全10回
- 第1話、第2話、最終話は15分拡大（21:00 - 22:09）。

| 放送回                                                                       | 放送日  | サブタイトル                                      | 脚本              | 監督     | 視聴率 |
| ---------------------------------------------------------------------------- | ------- | ------------------------------------------------- | ----------------- | -------- | ------ |
| 1                                                                            | 7月11日 | 再集結!! 3億円強奪事件の衝撃真相!! リベンジ開始   | 寺田敏雄          | 及川拓郎 | 11.0%  |
| 2                                                                            | 7月18日 | 7年前から殺害予告!! 3億円事件真犯人の裏の顔…!!    | 寺田敏雄          | 及川拓郎 | 12.7%  |
| 3                                                                            | 7月25日 | 違法捜査!? 東京タワーと母の涙                     | 徳永友一          | 星野和成 | 12.4%  |
| 4                                                                            | 8月01日 | 時効成立の罠… 23年前の母の声                      | 吉本昌弘          | 星野和成 | 11.0%  |
| 5                                                                            | 8月08日 | 再捜査の女 白いスーツの男の謎                     | 吉本昌弘          | 安養寺工 | 12.0%  |
| 6                                                                            | 8月15日 | 白骨死体にスキャンダル!? 胃の中からのメッセージ!! | 徳永友一          | 及川拓郎 | 10.1%  |
| 7                                                                            | 8月22日 | 生きていた20年前の女子高生失踪 あの日の禁断の秘密 | 香坂隆史          | 兼崎涼介 | 10.6%  |
| 8                                                                            | 8月29日 | 3人の約束 僕たちがやりました                      | 吉原れい          | 兼崎涼介 | 11.4%  |
| 9                                                                            | 9月05日 | 模倣犯から挑戦状!? 最後の殺人を止めろ!!           | 徳永富彦          | 及川拓郎 | 13.5%  |
| 10                                                                           | 9月12日 | 嘘つき女現る!! 20世紀最後の未解決事件             | 吉原れい 吉本昌弘 | 及川拓郎 | 12.9%  |
| 平均視聴率 11.8%（視聴率はビデオリサーチ調べ、関東地区・世帯・リアルタイム） |         |                                                   |                   |          |        |

### Season5
- 放送期間：2019年7月10日 - 9月18日
- 放送回数：全10回
- 第1話・最終話は15分拡大（21:00 - 22:09）。
- 7月24日は『テレビ朝日開局60周年記念 世界水泳 韓国・光州 2019』放送のため休止。

| 放送回                                                                       | 放送日  | サブタイトル                                              | 脚本       | 監督     | 視聴率 |
| ---------------------------------------------------------------------------- | ------- | --------------------------------------------------------- | ---------- | -------- | ------ |
| 1                                                                            | 7月10日 | 再集結!! 最強チームが挑む謎…7日連続殺人事件からの挑戦状   | 吉本昌弘   | 兼崎涼介 | 13.2%  |
| 2                                                                            | 7月17日 | 7日間の連続殺人に隠された秘密―“忘れられし冤罪事件”        | 吉本昌弘   | 兼崎涼介 | 13.1%  |
| 3                                                                            | 7月31日 | 消えた死体の謎…!―鍵を握る4年前の“ある失踪”の秘密          | 吉原れい   | 及川拓郎 | 11.0%  |
| 4                                                                            | 8月07日 | 悪魔にとりつかれた家族―ある死刑囚からの告白               | 吉本昌弘   | 星野和成 | 11.4%  |
| 5                                                                            | 8月14日 | 天樹の命を救えー!タイムリミットは24時間、休日の惨劇       | 池谷雅夫   | 及川拓郎 | 11.2%  |
| 6                                                                            | 8月21日 | 警察人生初めての黒星―交差点信号機に隠された母娘の秘密     | 池谷雅夫   | 長谷川康 | 09.9%  |
| 7                                                                            | 8月28日 | 被害者は2度殺された!? 国境を越える死亡時刻の謎            | 吉本昌弘   | 安養寺工 | 11.6%  |
| 8                                                                            | 9月04日 | その人は本当に警察官ですか?―“なりすまし男”衝撃の正体      | 谷口純一郎 | 安養寺工 | 11.4%  |
| 9                                                                            | 9月11日 | 時を超える2つの“毒”―71年前の毒殺に隠された驚愕の事実      | 徳永富彦   | 及川拓郎 | 11.3%  |
| 10                                                                           | 9月18日 | サヨナラ専従捜査班“最期の事件”―敵はなんと、かつての仲間!? | 及川拓郎   | 及川拓郎 | 12.4%  |
| 平均視聴率 11.7%（視聴率はビデオリサーチ調べ、関東地区・世帯・リアルタイム） |         |                                                           |            |          |        |

### Season6
- 放送期間：2020年8月5日 - 9月30日
- 放送回数：全9回
- 前番組である『特捜9 season3』と同様に、同シーズンでは新型コロナウイルス感染拡大による撮影延期が発生[325]。放送開始も例年とは異なり8月からとなった。
- 第1話・最終話は15分拡大（21:00 - 22:09）。

| 放送回                                                                       | 放送日  | サブタイトル                                             | 脚本       | 監督       | 視聴率 |
| ---------------------------------------------------------------------------- | ------- | -------------------------------------------------------- | ---------- | ---------- | ------ |
| 1                                                                            | 8月05日 | 変わる時代に、守るべき笑顔がある－最強の7人が帰ってくる! | 吉本昌弘   | 兼崎涼介   | 13.5%  |
| 2                                                                            | 8月12日 | 3連続誘拐殺人のヒミツ－鉄壁のアリバイと復讐              | 吉本昌弘   | 兼崎涼介   | 11.6%  |
| 3                                                                            | 8月19日 | 消えた女スパイ! 7人の潜入捜査と恐怖のXデー               | 吉本昌弘   | 塚本連平   | 11.8%  |
| 4                                                                            | 8月26日 | 名前のない誘拐犯の正体－残されたバツ印と声を失った少女   | 吉原れい   | 塚本連平   | 12.0%  |
| 5                                                                            | 9月02日 | 夏だ! キャンプだ! 刑事たちの休日! 3人消える伝説の村の謎  | 吉高寿男   | 安養寺工   | 13.2%  |
| 6                                                                            | 9月09日 | 逃亡者・青山新－絶体絶命、殺人容疑の仲間を救え!          | 保木本真也 | 大山晃一郎 | 11.9%  |
| 7                                                                            | 9月16日 | 災禍－黒い陰謀のタワーマンションの秘密                   | 徳永富彦   | 塚本連平   | 11.7%  |
| 8                                                                            | 9月23日 | 検察側の証人・天樹悠－"血染めのピエロ殺人事件"法廷バトル | 井元隆佑   | 塚本連平   | 10.8%  |
| 9                                                                            | 9月30日 | ついに黒幕が明かされる…! 殺人電話が告げた"最後の裁き"    | 吉本昌弘   | 兼崎涼介   | 11.1%  |
| 平均視聴率 12.0%（視聴率はビデオリサーチ調べ、関東地区・世帯・リアルタイム） |         |                                                          |            |            |        |

### Season7
- 放送期間：2021年7月7日[328] - 9月15日
- 放送回数：全9回
- 第1話は15分拡大（21時 - 22時9分）。
- 7月28日は『くりぃむクイズ ミラクル9 3時間SP』のため休止。
- 8月4日は『ザ・タイムショック2021 〜最強クイズチーム決定戦SP〜』のため休止。
- 最終話は10分拡大（21時 - 22時4分）。

| 放送回                                                                       | 放送日         | サブタイトル                                          | 脚本     | 監督       | 視聴率 |
| ---------------------------------------------------------------------------- | -------------- | ----------------------------------------------------- | -------- | ---------- | ------ |
| 1                                                                            | 2021年 7月07日 | 再始動 7人に仕掛けられた…殺人ゲーム!? 7年目の急展開!? | 森ハヤシ | 兼崎涼介   | 11.9%  |
| 2                                                                            | 7月14日        | VSデジタル捜査!?…一家殺人を暴く一枚の絵               | 森ハヤシ | 兼崎涼介   | 11.7%  |
| 3                                                                            | 7月21日        | 解剖医の執念!? 20年隠された毒キノコ時間トリック       | 吉本昌弘 | 塚本連平   | 11.9%  |
| 4                                                                            | 8月11日        | 交渉人は…世界一不運な刑事!? 熱帯夜の立てこもり        | 森ハヤシ | 塚本連平   | 10.5%  |
| 5                                                                            | 8月18日        | 消えた3人の女子高生と刑事達の危険すぎる休日!?         | 吉高寿男 | 安養寺工   | 11.1%  |
| 6                                                                            | 8月25日        | 半落ち…1冊の絵本が解く見えない真実                    | 小峯裕之 | 安養寺工   | 11.0%  |
| 7                                                                            | 9月01日        | VS真夏の完全犯罪計画…富豪の死と騙し合いゲーム         | 徳永富彦 | 兼崎涼介   | 10.9%  |
| 8                                                                            | 9月08日        | 14年越しの挑戦状…犯人は刑事のルームメイト…!?          | 小西麻友 | 大山晃一郎 | 11.7%  |
| 9                                                                            | 9月15日        | 7年目の真実…天樹悠、初の失敗                          | 森ハヤシ | 兼﨑涼介   | 12.7%  |
| 平均視聴率 11.5%（視聴率はビデオリサーチ調べ、関東地区・世帯・リアルタイム） |                |                                                       |          |            |        |

### Season8
- 放送期間：2022年7月13日 - 9月14日
- 放送回数：全10回
- 第1話・最終話は10分拡大（21:00 - 22:04）。

| 放送回                                                                       | 放送日  | サブタイトル                                                 | 脚本     | 監督       | 視聴率 |
| ---------------------------------------------------------------------------- | ------- | ------------------------------------------------------------ | -------- | ---------- | ------ |
| 1                                                                            | 7月13日 | エリート新人VS容疑者2000人!!                                 | 森ハヤシ | 兼﨑涼介   | 11.3%  |
| 2                                                                            | 7月20日 | 新人刑事VS解剖医…2つの遺体の優先順位                         | 森ハヤシ | 兼﨑涼介   | 10.4%  |
| 3                                                                            | 7月27日 | 犯行現場にUFO!? 唯一の目撃者は…オオカミ少年?                 | 吉本昌弘 | 安養寺工   | 09.0%  |
| 4                                                                            | 8月03日 | 映画撮影中に人気俳優が死亡－容疑者は335人!?                  | 吉高寿男 | 安養寺工   | 08.6%  |
| 5                                                                            | 8月10日 | ロビン、初の潜入捜査! 怪しい介護施設に潜む殺人犯!?           | 森ハヤシ | 宗野賢一   | 10.1%  |
| 6                                                                            | 8月17日 | 新人刑事に自白強要疑惑が!? 部下を守れ!片桐孤高なる独自捜査!! | 小西麻友 | 柏木宏紀   | 10.5%  |
| 7                                                                            | 8月24日 | 天樹、執念の捜査! 家庭を壊した父の最期は…                    | 徳永富彦 | 大山晃一郎 | 09.7%  |
| 8                                                                            | 8月31日 | 山奥に監禁された若き刑事…犯人は誰!? 死の人狼ゲーム開幕!      | 森ハヤシ | 安養寺工   | 10.6%  |
| 9                                                                            | 9月07日 | 禁断…天樹に迫る謎の美女! 殺人屋敷に棲む女<容疑者>            | 吉本昌弘 | 兼﨑涼介   | 09.8%  |
| 10                                                                           | 9月14日 | 路敏の秘められた過去が明らかに－12年前の未解決事件再び       | 森ハヤシ | 兼﨑涼介   | 11.6%  |
| 平均視聴率 10.2%（視聴率はビデオリサーチ調べ、関東地区・世帯・リアルタイム） |         |                                                              |          |            |        |

### Season9
- 放送期間：2023年6月7日 - 8月9日
- 放送回数：全9回
- 編成の見直しに伴い、例年とは異なり6月放送開始[331]・8月放送終了という変則的な放送日程となった[注 35]。
- 第1話は6分拡大（21:00 - 22:00）。
- 2023年7月26日は「世界水泳福岡2023」のため休止。

| 放送回                                                                      | 放送日  | サブタイトル | 脚本     | 監督     | 視聴率 |
| --------------------------------------------------------------------------- | ------- | ------------ | -------- | -------- | ------ |
| 1                                                                           | 6月07日 | 始まり       | 森ハヤシ | 兼﨑涼介 | 10.7%  |
| 2                                                                           | 6月14日 | 約束         | 森ハヤシ | 兼﨑涼介 | 09.3%  |
| 3                                                                           | 6月21日 | 疑惑         | 吉本昌弘 | 柏木宏紀 | 09.8%  |
| 4                                                                           | 6月28日 | 正義         | 吉本昌弘 | 柏木宏紀 | 09.4%  |
| 5                                                                           | 7月05日 | 告白         | 吉本昌弘 | 星野和成 | 10.5%  |
| 6                                                                           | 7月12日 | 連鎖         | 徳永富彦 | 宗野賢一 | 09.0%  |
| 7                                                                           | 7月19日 | 記憶         | 徳永富彦 | 宗野賢一 | 09.9%  |
| 8                                                                           | 8月02日 | 想夜         | 森ハヤシ | 兼﨑涼介 | 09.9%  |
| 9                                                                           | 8月09日 | 真実         | 森ハヤシ | 兼﨑涼介 | 09.8%  |
| 平均視聴率 9.8%（視聴率はビデオリサーチ調べ、関東地区・世帯・リアルタイム） |         |              |          |          |        |